# Formula 1
Formula 1 (abreviată F1) este cea mai înaltă clasă de curse auto pentru monoposturi organizată de Federația Internațională de Automobilism (FIA). Campionatul Mondial de Formula 1 FIA este una dintre cele mai importante forme de curse din întreaga lume de la începutul său, în 1950. Cuvântul Formula din denumire provine de la faptul că toate echipele înscrise în campionat trebuie să își construiască mașinile (cunoscute și sub numele de monoposturi) după un anumit regulament. Un sezon de Formula 1 constă dintr-o serie de curse, cunoscute sub numele de Mari Premii (Grands Prix), care au loc în întreaga lume atât pe circuite special construite, cât și pe drumuri publice închise.
Un sistem de puncte este folosit la Marile Premii pentru a desemna câștigătorii a două campionate mondiale: unul pentru piloți și unul pentru constructori (echipe). Fiecare pilot trebuie să dețină o Super Licență valabilă, cea mai înaltă clasă de licență de curse eliberată de FIA, iar cursele trebuie să se desfășoare pe piste cu nota „1”, cea mai înaltă calificare emisă de FIA.
Mașinile de Formula 1 sunt cele mai rapide mașini de curse reglementate din lume datorită vitezelor foarte mari în viraje, obținute prin generarea unor cantități mari de forță aerodinamică de apăsare la sol. O mare parte din această forță aerodinamică este generată de aripile din față și din spate. Mașinile depind de electronică, aerodinamică, suspensie și anvelope. Controlul tracțiunii, controlul lansării și transmisia automată, plus alte ajutoare electronice de conducere, au fost interzise pentru prima dată în 1994. Acestea au fost reintroduse pentru scurt timp în 2001, fiind interzise din nou în 2004 și, respectiv, 2008.
În timp ce Europa este baza tradițională a sportului, campionatul funcționează la nivel global, 15 dintre cele 24 de curse ale sezonului din 2024 având loc în afara Europei. Cu costul anual al conducerii unei echipe ( proiectarea, construirea și întreținerea mașinilor, plata, transportul) fiind de aproximativ 257 de milioane de euro, luptele sale financiare și politice sunt raportate pe scară largă. La 23 ianuarie 2017, Liberty Media a confirmat finalizarea achiziției companiei Delta Topco, compania care controlează Formula 1, de la firma de capital privat CVC Capital Partners pentru 8 miliarde de dolari. Până să fi fost achiziționată de Liberty Media, firma a fost deținută de Bernie Ecclestone, supranumit „F1 Supremo" datorită faptului că a fost la conducerea Grupului Formula 1 timp de aproape 40 de ani.

## Istoric
Formula 1 își are originea din Campionatele Europene de Curse Auto din anii 1920 și 1930. Formula constă într-un set de reguli pe care trebuie să le respecte toate mașinile participanților. Formula 1 a fost o nouă formulă convenită în 1946, primele curse non-campionat având loc în acel an. Primul Mare Premiu de Formula 1 a fost Marele Premiu de la Torino din 1946. O serie de organizații de curse de Mare Premiu au stabilit reguli pentru un campionat mondial de curse auto înainte de al Doilea Război Mondial însă, din cauza suspendării curselor în timpul conflictului, Campionatul Mondial al Piloților nu a fost oficializat până în 1947.
Prima cursă de campionat mondial a avut loc pe Circuitul Silverstone din Regatul Unit la 13 mai 1950. Giuseppe Farina, concurând pentru Alfa Romeo, a câștigat primul Campionat Mondial al Piloților, învingându-l pe coechipierul său Juan Manuel Fangio. Fangio a câștigat el însuși apoi campionatul în 1951, 1954, 1955, 1956 și 1957. Acesta a stabilit recordul pentru cele mai multe campionate mondiale câștigate de un singur pilot, record care a durat 46 de ani, până când Michael Schumacher a câștigat al șaselea său campionat în 2003.

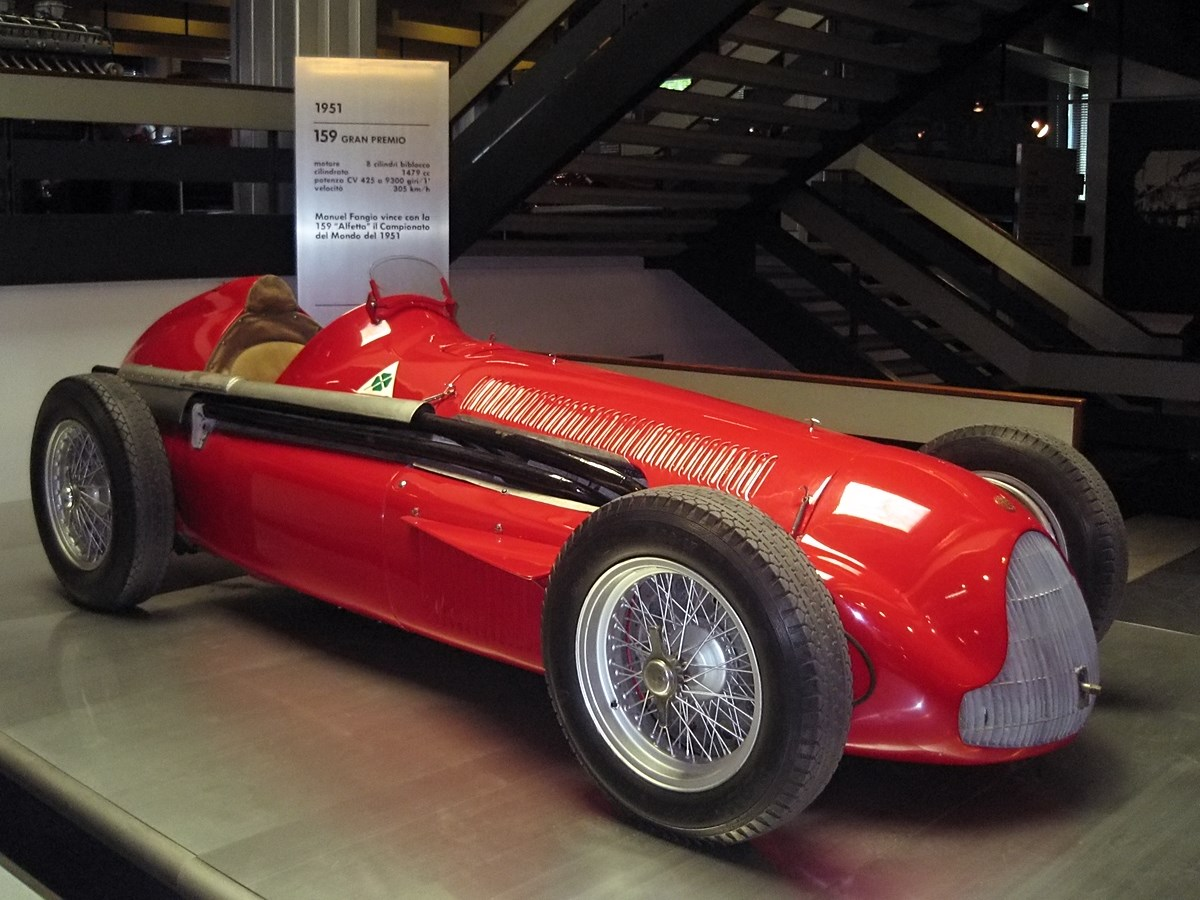
Alfa Romeo 159, mașina cu care Juan Manuel Fangio a câștigat titlul în.

Un campionat pentru constructori a fost adăugat în sezonul 1958. Deși Stirling Moss a fost considerat unul dintre cei mai mari piloți de Formula 1 din anii 1950 și 1960, nu a câștigat niciodată campionatul de Formula 1. Între 1955 și 1961, Moss a terminat pe locul doi în campionat de patru ori și pe locul trei de alte trei ori. Fangio a câștigat 24 din cele 52 de curse la care a participat, acesta rămânând în continuare recordul pentru cel mai mare procentaj de victorii în Formula 1 obținut de un pilot individual. Evenimentele de Formula 1 care nu au făcut parte din Campionatul Mondial au fost organizate de promotori timp de mulți ani. Datorită creșterii costului concurenței, ultimul dintre acestea a avut loc în 1983.
Această eră a inclus echipe conduse de producători de mașini rutiere precum Alfa Romeo, Ferrari, Mercedes-Benz și Maserati. Primele sezoane au prezentat mașini din perioada interbelică, precum Alfa 158. Erau cu motor frontal, cu cauciucuri înguste și motoare de 1,5 litri supraalimentate sau de 4,5 litri cu aspirație naturală. Sezoanele 1952 și 1953 s-au desfășurat conform regulamentelor de Formula 2, utilizând mașini mai mici și mai puțin puternice, din cauza preocupărilor legate de lipsa mașinilor de Formula 1 disponibile. Când o nouă formulă pentru motoarele limitate la 2,5 litri a fost reintrodusă pentru sezonul din 1954, Mercedes-Benz a introdus modelul W196, care a adus inovații nemaivăzute până atunci pe mașinile de Formula 1, cum ar fi: supape desmodromice, injecție de combustibil și caroserie închisă. Piloții Mercedes au câștigat campionatul în următorii doi ani, înainte ca echipa să se retragă din toate competițiile de sporturi cu motor din cauza dezastrului de la Le Mans din 1955.

### Evoluții tehnologice

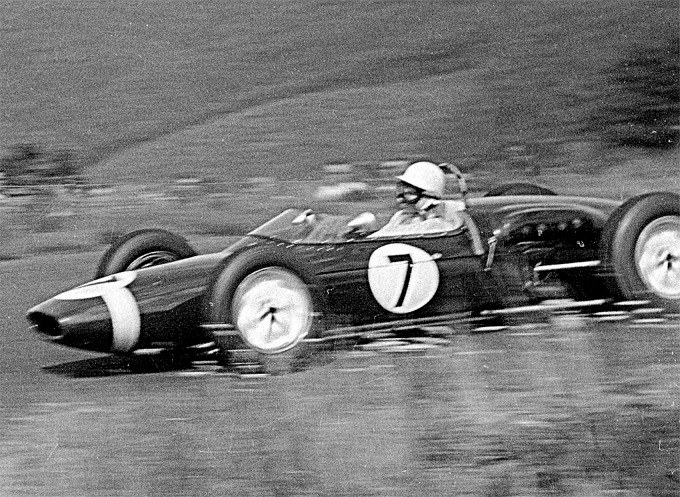
Stirling Moss într-un Lotus 18 pe Nürburgring în.

Prima dezvoltare tehnologică majoră în acest sport a fost introducerea de către Bugatti a mașinilor cu motor central. Jack Brabham, campion mondial în 1959, 1960 și 1966, a demonstrat rapid superioritatea motorului central față de celelalte configurații. Până în 1961, toate echipele au trecut la mașini cu motor central. Ferguson P99, cu tracțiune integrală, a fost ultima mașină de Formula 1 cu motor frontal care a participat la o cursă de campionat mondial. Aceasta a fost înscrisă în Marele Premiu al Marii Britanii din 1961, fiind singura mașină cu motor frontal care a concurat în acel an.
În 1962, Lotus a introdus o mașină cu un șasiu monococ din tablă de aluminiu în locul designului tradițional cu cadru spațial. Aceasta s-a dovedit a fi cea mai importantă inovație tehnologică de la introducerea mașinilor cu motor central.
În 1968, sponsorizarea a fost introdusă în sport. Team Gunston a devenit prima echipă care a organizat sponsorizarea țigaretelor pe mașinile lor Brabham, înscrise în mod privat sub culorile portocalii, maro și auriu ale brandului Gunston în Marele Premiu al Africii de Sud din 1968, la 1 ianuarie 1968. Cinci luni mai târziu, Lotus, ca primă echipă de uzină, a urmat exemplul, introducând mașinile vopsite în culorile roșu, auriu și alb ale brandului Imperial Tobacco la Marele Premiu al Spaniei din 1968.
Forța aerodinamică de apăsare a căpătat încet importanță în designul mașinilor odată cu apariția profilurilor aerodinamice în timpul sezonului 1968. La sfârșitul anilor 1970, Lotus a introdus aerodinamica cu efect de sol, folosită anterior pe mașina Chaparral 2J al lui Jim Hall în 1970, care genera o forță aerodinamică enormă și permitea viteze foarte mari în viraje. Forțele aerodinamice care apăsau mașinile pe pistă puteau fi de până la cinci ori greutatea acestora. Ca urmare, au fost necesare arcuri extrem de rigide pentru a menține o gardă la sol constantă, lăsând suspensia practic solidă. Asta însemna că piloții depindeau în întregime de anvelope pentru a amortiza impactul neregulilor suprafeței pistei.

### Formula 1 devine o afacere
Începând cu anii 1970, Bernie Ecclestone a restructurat managementul drepturilor comerciale ale Formulei 1, fiind adesea creditat pentru transformarea sportului într-o afacere de miliarde de dolari. Ecclestone a cumpărat echipa Brabham în 1971, obținând astfel un loc în Asociația Constructorilor de Formula 1, iar în 1978 a devenit președintele acesteia. Anterior, proprietarii circuitelor controlau veniturile echipelor și negociau individual cu acestea; totuși, Ecclestone a convins echipele să „vâneze ca o haită” prin intermediul FOCA. El a oferit proprietarilor de circuite un pachet complet pentru Formula 1, pe care aceștia îl puteau accepta sau refuza. În schimbul pachetului, aproape tot ceea ce era necesar a fost să renunțe la publicitatea din afara pistei.
Formarea Fédération Internationale du Sport Automobile (FISA) în 1979 a declanșat conflictul FISA-FOCA, în timpul căruia FISA și președintele acesteia, Jean-Marie Balestre, au intrat frecvent în dispute cu FOCA privind veniturile din televiziune și reglementările tehnice. The Guardian a relatat că Ecclestone și Max Mosley „au utilizat [FOCA] pentru a desfășura un război de gherilă, având în vedere un obiectiv pe termen lung”. FOCA a amenințat că va stabili o serie rivală, a boicotat un Mare Premiu și FISA și-a retras sancțiunea de la curse. Rezultatul a fost Acordul Concord din 1981, care a garantat stabilitatea tehnică, deoarece echipele urmau să primească o notificare rezonabilă cu privire la noile reglementări. Deși FISA și-a afirmat dreptul la veniturile TV, a predat administrarea acestor drepturi către FOCA.
FISA a impus o interdicție asupra aerodinamicii cu efect de sol în 1983. Până atunci, totuși, motoarele turbo, pe care Renault le introduse în 1977, produceau peste 520 kW (700 CP) și erau esențiale pentru a fi competitiv. În 1986, un motor turbo BMW a atins pentru scurt timp o presiune de 5,5 bari (80 psi), estimată la peste 970 kW (1.300 CP) în calificările pentru Marele Premiu al Italiei din acel an. În anul următor, puterea în timpul cursei a ajuns la aproximativ 820 kW (1.100 CP), cu presiunea de supraalimentare limitată la doar 4,0 bari. Aceste mașini au fost cele mai puternice monoposturi de curse vreodată. Pentru a reduce puterea motorului și, prin urmare, turațiile, FIA a limitat capacitatea rezervorului de combustibil în 1984 și presiunea de supraalimentare în 1988, înainte de a interzice complet motoarele cu turbo în 1989.
Dezvoltarea ajutoarelor electronice pentru pilot a început în anii 1980. Lotus a început dezvoltarea unui sistem de suspensie activă, care a fost introdus pentru prima dată în 1983 pe modelul Lotus 92. Până în 1987, acest sistem a fost perfecționat și a fost utilizat de Ayrton Senna în Marele Premiu al Principatului Monaco din acel an, cursă pe care a câștigat-o. La începutul anilor 1990, alte echipe au urmat exemplul, iar cutiile de viteze semi-automate și controlul tracțiunii au fost o progresie firească. FIA, din cauza plângerilor că tehnologia determina rezultatul curselor mai mult decât abilitățile pilotului, a interzis multe astfel de ajutoare pentru sezonul 1994. Acest lucru a dus la manevrarea imprevizibilă și dificilă a mașinilor care anterior erau dependente de ajutoarele electronice. Observatorii au remarcat că interzicerea ajutoarelor electronice pentru pilot era mai mult declarativă, întrucât acestea „erau greu de monitorizat în mod eficient”.
Echipele au semnat un al doilea acord Concord în 1992 și un al treilea în 1997.

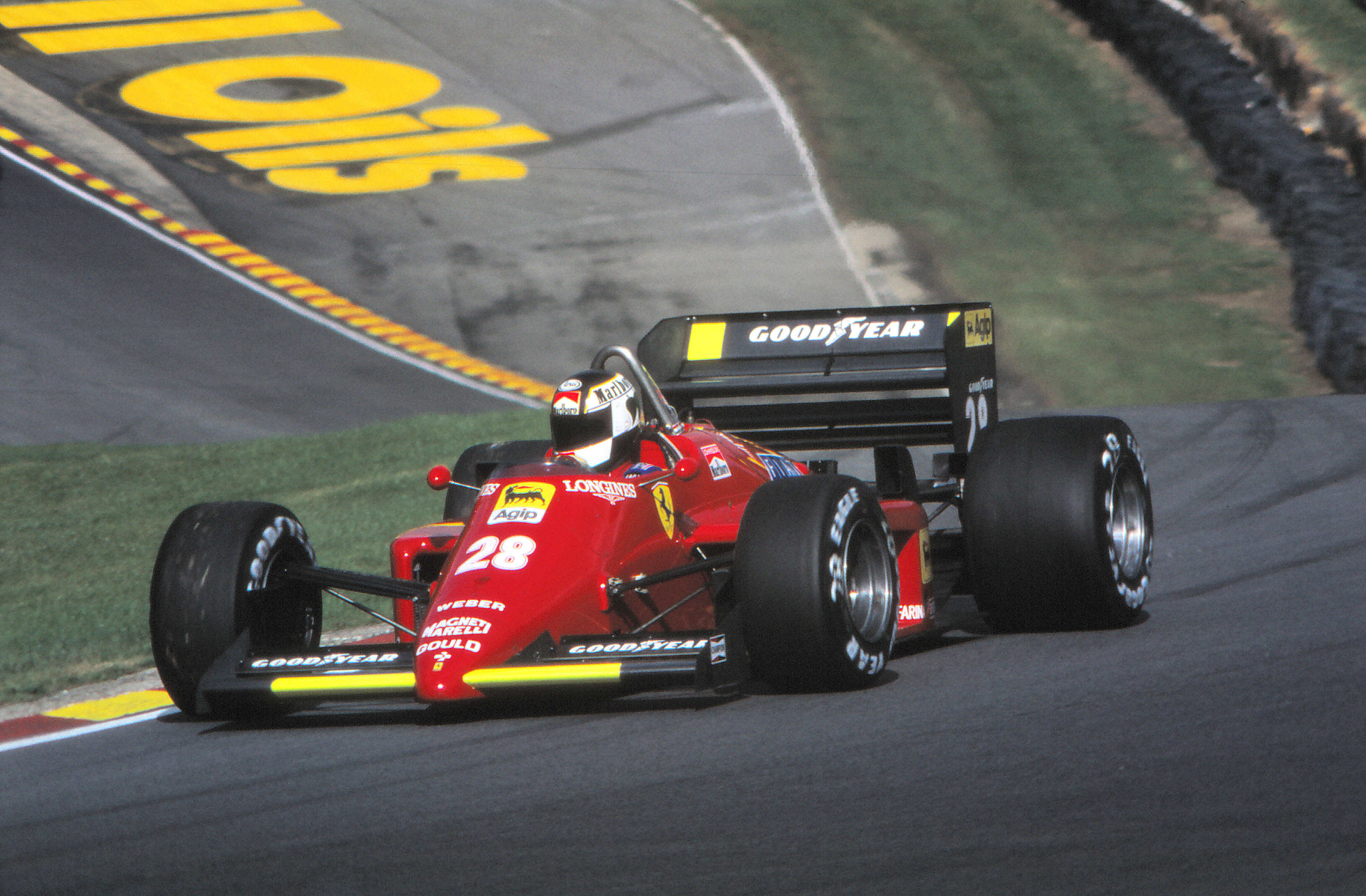
Stefan Johansson conducând pentru Ferrari în Marele Premiu al Europei din 1985.

Pe pistă, echipele McLaren și Williams au dominat anii 1980 și 1990. Brabham a fost, de asemenea, competitivă la începutul anilor 1980, câștigând două campionate ale piloților cu Nelson Piquet. Propulsată de Porsche, Honda și Mercedes-Benz, McLaren a câștigat șaisprezece campionate (șapte la constructori și nouă la piloți) în acea perioadă, în timp ce Williams a folosit motoare de la Ford, Honda și Renault pentru a câștiga și șaisprezece titluri (nouă la constructori și șapte la piloți). Rivalitatea dintre piloții Ayrton Senna și Alain Prost a devenit punctul central al competiției în 1988 și a continuat până când Prost s-a retras la sfârșitul anului 1993. Senna a decedat în timpul Marelui Premiu al statului San Marino din 1994 de pe circuitul Imola, după ce s-a ciocnit de un perete la ieșirea din faimosul viraj Tamburello. FIA a căutat noi metode pentru a îmbunătăți standardele de siguranță ale sportului începând cu acel weekend, în timpul căruia Roland Ratzenberger a murit și el într-un accident în timpul calificărilor de sâmbătă. Niciun pilot nu a mai murit din cauza rănilor suferite pe pistă la volanul unei mașini de Formula 1 timp de 20 de ani, până la Marele Premiu al Japoniei din 2014, unde Jules Bianchi s-a ciocnit cu un vehicul de recuperare după ce a acvaplanat în afara circuitului, decedând nouă luni mai târziu din cauza rănilor sale. Din 1994, trei oficiali responsabili cu siguranța circuitului au decedat: unul la Marele Premiu al Italiei din 2000, altul la Marele Premiu al Australiei din 2001 și un al treilea la Marele Premiu al Canadei din 2013.
De la moartea lui Senna și Ratzenberger, FIA a folosit siguranța ca motiv pentru a impune modificări ale regulilor care, altfel, conform Acordului Concord, ar fi trebuit să fie agreate de toate echipele – în special modificările introduse pentru 1998. Era numită „pistă îngustă” a dus la mașini cu anvelope spate mai mici, o pistă generală mai îngustă și introducerea anvelopelor cu caneluri pentru a reduce aderența mecanică. Obiectivul a fost de a reduce vitezele în viraje și de a produce curse similare cu condițiile ploioase prin aplicarea unei zone de contact mai mici între anvelopă și pistă. Acest lucru, conform FIA, a fost pentru a reduce vitezele în viraje în interesul siguranței.

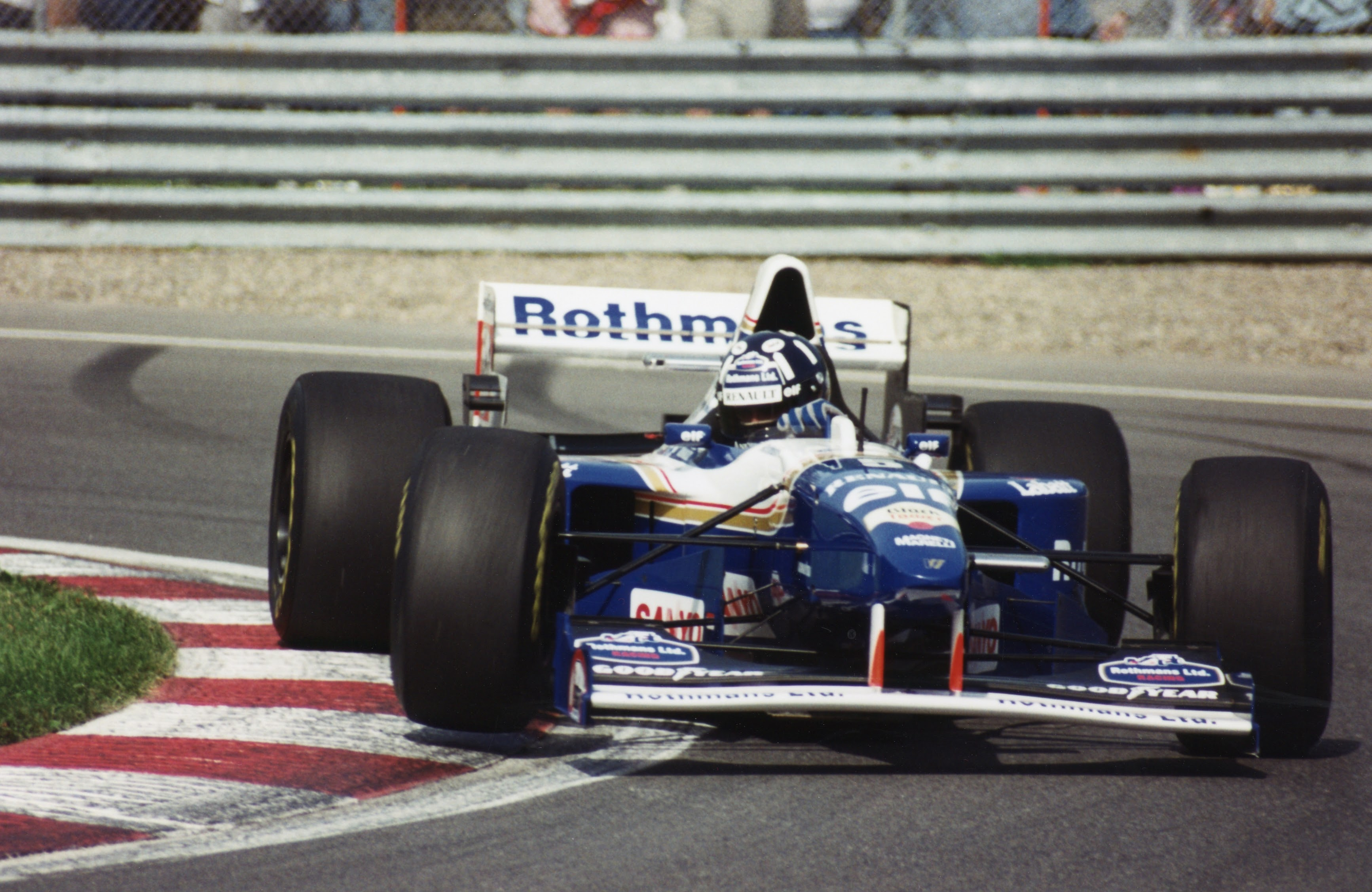
Damon Hill conducând pentru Williams în Marele Premiu al Canadei din 1995.

Totuși, rezultatele au fost mixte, deoarece lipsa aderenței mecanice a produs ingeniozități din partea designerilor pentru a recupera deficitul cu aderență aerodinamică. Acest lucru a dus la apăsarea cu mai multă forță asupra anvelopelor prin aripi și dispozitive aerodinamice, ceea ce, la rândul său, a dus la mai puține depășiri, deoarece aceste dispozitive au avut tendința de a face aerul din spatele mașinii turbulent sau „murdar”. Acest lucru a împiedicat mașinile să se urmărească îndeaproape datorită dependenței lor de aerul „curat” pentru a face mașina să se lipească de pistă. Anvelopele cu caneluri au avut și efectul secundar nefericit de a fi inițial dintr-un compus mai dur pentru a putea ține blocurile de rulare canelate, ceea ce a dus la accidente spectaculoase în perioadele de defecțiune aerodinamică a aderenței, deoarece compusul mai dur nu putea produce același nivel de aderență.
Piloții de la McLaren, Williams, Renault (fosta Benetton) și Ferrari, supranumiti „Cei Patru Mari”, au câștigat fiecare Campionat Mondial din 1984 până în 2008. Echipele au câștigat fiecare Campionat al Constructorilor din 1979 până în 2008, s-au plasat între primele patru echipe din Campionatul Constructorilor în fiecare sezon între 1989 și 1997 și au câștigat fiecare cursă în afară de una (Marele Premiu al Principatului Monaco din 1996) între 1988 și 1997. Datorită progreselor tehnologice din anii 1990, costul participării în Formula 1 a crescut dramatic, crescând astfel și bugetele financiare. Acest lucru, combinat cu dominația a patru echipe (finanțate în mare parte de mari producători de automobile, cum ar fi Mercedes-Benz), a făcut ca echipele independente mai sărace să lupte nu numai să rămână competitive, ci și să rămână în competiție. Acest lucru a forțat mai multe echipe să părăsească sportul pentru totdeauna.

### Întoarcerea producătorilor auto

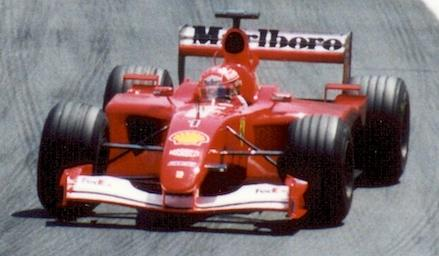
Michael Schumacher (fotografiat aici în) a câștigat cinci titluri consecutive cu Ferrari.

Michael Schumacher și Ferrari au dominat Formula 1 între 2000 și 2004, câștigând cinci campionate consecutive ale piloților, respectiv șase campionate consecutive ale constructorilor (1999–2004). Schumacher a stabilit numeroase recorduri, printre care cele pentru cele mai multe victorii în carieră (91, ulterior depășit de Lewis Hamilton), cele mai multe victorii într-un sezon (13, depășit de Max Verstappen) și cele mai multe titluri mondiale ale piloților (șapte, la egalitate cu Lewis Hamilton din 2021). Dominanța lui Schumacher s-a încheiat pe 25 septembrie 2005, când Fernando Alonso, pilotul echipei Renault, a devenit cel mai tânăr campion de Formula 1 de până atunci (un record ulterior depășit de Lewis Hamilton în 2008 și apoi de Sebastian Vettel în 2010). În 2006, Renault și Alonso au câștigat din nou ambele titluri. Schumacher s-a retras la finalul sezonului 2006, după șaisprezece ani în Formula 1, dar a revenit în 2010 pentru a concura cu noua echipă de uzină Mercedes, formată în urma achiziționării lui Brawn GP.
În această perioadă, FIA a introdus frecvent schimbări în regulament, având ca scop îmbunătățirea spectaculozității curselor și reducerea costurilor. Ordinele de echipă, permise încă de la debutul campionatului în 1950, au fost interzise în 2002, după mai multe controverse legate de manipularea rezultatelor curselor, cel mai notabil incident fiind cel al echipei Ferrari la Marele Premiu al Austriei din acel an. Alte modificări au inclus formatul de calificare, sistemul de notare a punctelor, regulamentele tehnice și regulile care specifică cât de mult trebuie să reziste motoarele și anvelopele. „Războiul anvelopelor” dintre Michelin și Bridgestone a contribuit la reducerea timpilor pe tur, însă, la Marele Premiu al Statelor Unite din 2005 de la Indianapolis, șapte din zece echipe s-au retras din cursă, deoarece anvelopele Michelin au fost considerate nesigure, ceea ce a făcut ca Bridgestone să devină unicul furnizor de anvelope pentru Formula 1 pentru sezonul 2007 în mod implicit. Bridgestone a continuat să semneze un contract pe 20 decembrie 2007 care i-a făcut oficial furnizorul exclusiv de anvelope pentru următoarele trei sezoane.
În 2006, Max Mosley, președintele FIA la acea vreme, a propus un viitor „verde” pentru Formula 1, subliniind că eficiența energetică ar trebui să devină un factor esențial.

Vechiul logotip folosit de către Formula 1, din până la preluarea de către Liberty Media în.

Începând din 2000, odată cu achiziționarea de către Ford a Stewart Grand Prix pentru a forma echipa Jaguar Racing, noi echipe deținute de producători auto giganți au intrat în Formula 1 pentru prima dată de la plecarea lui Alfa Romeo și Renault la sfârșitul anului 1985. Până în 2006, echipele deținute de mari producători, precum Renault, BMW, Toyota, Honda și Ferrari, dominau Formula 1, ocupând cinci din primele șase poziții în Campionatul Constructorilor. McLaren și Williams au fost deținute și ele parțial de producători auto, McLaren de către Mercedes-Benz, iar Williams de către BMW în perioada 2000-2005. Prin intermediul Grand Prix Manufacturers Association (GPMA), producătorii au negociat o cotă mai mare din veniturile comerciale ale Formulei 1 și un rol mai influent în gestionarea sportului.

### Declinul producătorilor auto și schimbarea radicală a reglementărilor tehnice
Între 2008 și 2009, Honda, BMW și Toyota s-au retras din Formula 1, invocând impactul recesiunii economice globale. Acest val de retrageri a marcat sfârșitul dominației producătorilor auto în Formula 1. a fost preluată de către management și transformată în Brawn GP, sub conducerea lui Ross Brawn și Nick Fry, care au devenit principalii proprietari ai organizației. Brawn GP a trecut prin reduceri masive de personal, concediind sute de angajați, însă a reușit să câștige ambele titluri mondiale în 2009. Echipa BMW F1 a fost răscumpărată de fondatorul său original, Peter Sauber. Lotus F1 Team, o altă echipă deținută anterior de un producător, a revenit la proprietate privată după ce Renault a fost achiziționată de investitorii Genii Capital. Totuși, legătura cu fostul proprietar s-a menținut, deoarece mașinile echipei au continuat să fie propulsate de motoare Renault până în 2014.
McLaren a anunțat intenția de a răscumpăra acțiunile deținute de Mercedes-Benz în echipă (parteneriatul dintre McLaren și Mercedes a început să se deterioreze odată cu proiectul de mașini rutiere McLaren Mercedes SLR și scandalul de spionaj suferit de McLaren în 2007). Astfel, la începutul sezonului 2010, Mercedes-Benz a revenit în Formula 1 ca echipă proprie, în urma achiziționării lui Brawn GP și s-a despărțit de McLaren după 15 sezoane cu echipa.
În 2009, Formula 1 a fost marcată de o dispută majoră între FIA și Asociația Echipelor de Formula 1 (FOTA). Max Mosley, președintele FIA, a propus o serie de măsuri pentru reducerea costurilor, printre care și un plafon bugetar opțional pentru echipe; echipele care ar fi acceptat plafonul bugetar ar fi beneficiat de libertăți tehnice extinse, aripi față și spate reglabile și un motor care nu este supus unui limitator de turație. Asociația Echipelor de Formula 1 (FOTA) a crezut că permiterea unor echipe să aibă o astfel de libertate tehnică ar fi creat un campionat „în două niveluri” și, astfel, a cerut discuții urgente cu FIA. Cu toate acestea, discuțiile s-au întrerupt și echipele FOTA au anunțat, cu excepția lui Williams și Force India, că „nu au avut de ales” decât să formeze un campionat separat.

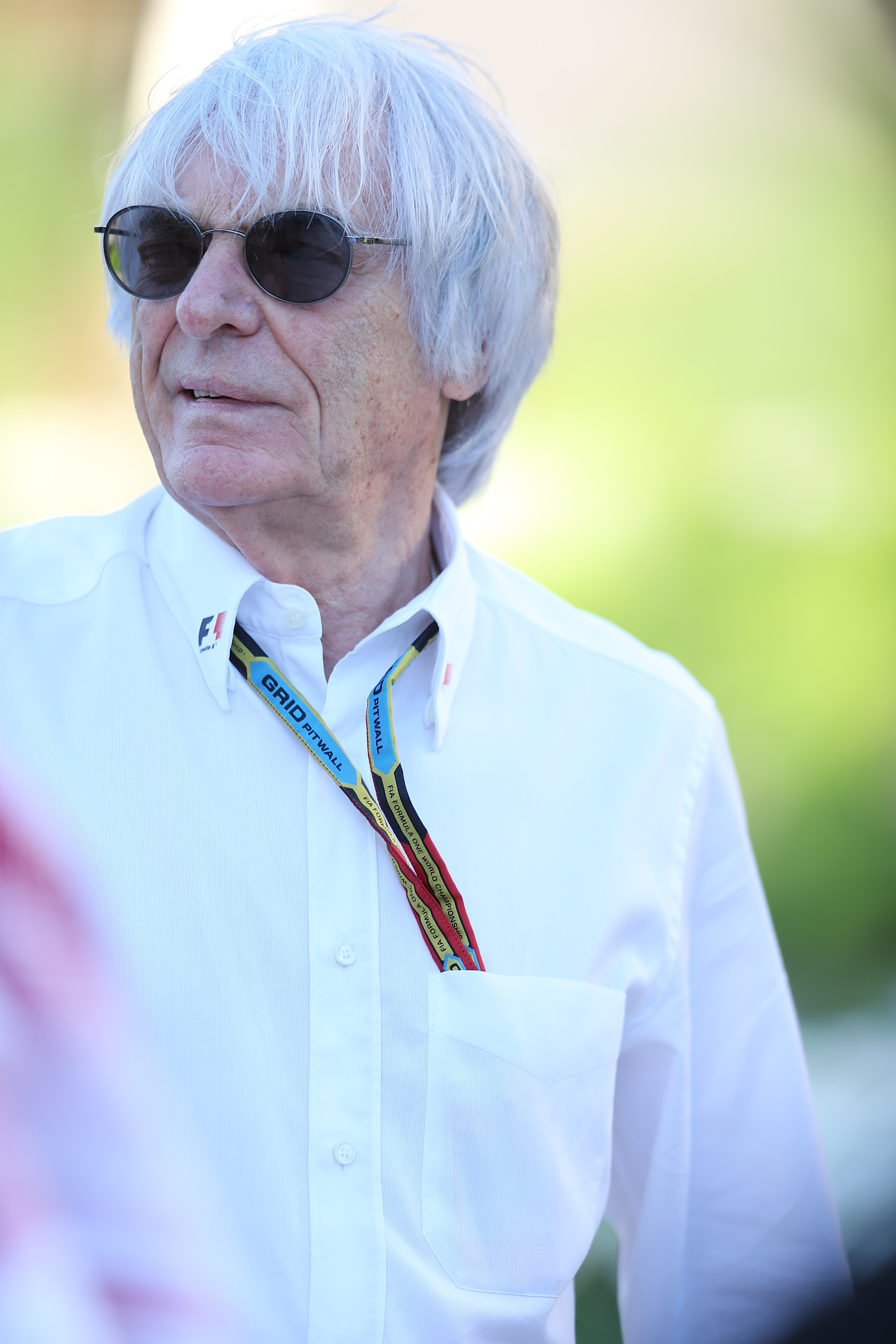
Bernie Ecclestone, fostul director executiv al Grupului Formula 1.

Pe 24 iunie 2009, FIA și echipele de Formula 1 au ajuns la un acord pentru a evita formarea unui campionat separat. Părțile au convenit să reducă treptat cheltuielile echipelor la nivelurile din anii 1990, în decurs de doi ani; cifrele exacte nu au fost specificate, și Max Mosley a fost de acord că nu va mai candida din nou la președinția FIA în octombrie. În urma unor dezacorduri ulterioare, după ce Mosley a sugerat că va candida pentru a fi reales, FOTA a precizat că planurile separatiste sunt încă urmărite. La 8 iulie, FOTA a emis un comunicat de presă în care afirmă că au fost informați că nu au fost înscriși pentru sezonul 2010, și un comunicat de presă FIA a spus că reprezentanții FOTA au părăsit întâlnirea. La 1 august, FIA și FOTA au anunțat semnarea unui nou acord Concorde, punând capăt crizei și asigurând viitorul sportului până în 2012.
Pentru a compensa pierderea echipelor susținute de către producători, patru noi echipe au fost acceptate pentru intrarea în sezonul 2010 înaintea unui „plafon al costurilor” mult anticipat. Au inclus: echipă renăscută Lotus – care a fost condusă de un consorțiu din Malaysia ce-l includea pe Tony Fernandes, șeful Air Asia; Hispania Racing a fost prima echipă spaniolă din Formula 1; precum și Virgin Racing – intrarea lui Richard Branson în serie a fost în urma unui parteneriat de succes cu Brawn cu un an înainte. Lor urma să li se alăture, de asemenea, și US F1 Team din SUA, care plănuia să fie singura echipă de Formula 1 cu sediul în afara Europei. Problemele financiare s-au abătut peste echipă chiar înainte de a intra pe grilă. Deși au fost acceptate echipe noi, plafonul de costuri propus a fost abandonat și aceste echipe – care nu aveau bugetele echipelor de mijloc și de prim rang – s-au poziționat în spatele grilei până când inevitabil au intrat în colaps; HRT în 2012, Caterham (fostă Lotus) în 2014 și Manor (fosta Virgin, apoi Marussia), care a supraviețuit căderii în administrație în 2014, a părăsit sportul la sfârșitul anului 2016.

### Era hibridă
O schimbare majoră a regulamentului în 2014 a introdus unități de putere hibride turbo de 1,6 litri, înlocuind motoarele V8 de 2,4 litri cu aspirație naturală. Acest lucru a determinat Honda să revină în acest sport în 2015, ca al patrulea producător de unități de putere din campionat. Mercedes a devenit forța dominantă după schimbarea regulamentului, Lewis Hamilton câștigând campionatul, urmat îndeaproape de principalul său rival și coechipier, Nico Rosberg, echipa obținând victoria în 16 dintre cele 19 curse disputate în acel sezon. Echipa a continuat această formă în următoarele două sezoane, câștigând din nou 16 curse în 2015, înainte de a obține un record de 19 victorii în 2016, Hamilton ajudecându-și titlul în primul an, iar Rosberg câștigându-l în ultimul cu cinci puncte peste Hamilton. Sezonul 2016 a marcat debutul echipei Haas pe grila de start, în timp ce Max Verstappen a intrat în istorie drept cel mai tânăr câștigător al unei curse de Formula 1, triumfând în Spania la doar 18 ani.
La sfârșitul anului 2016, Liberty Media a achiziționat pachetul majoritar de acțiuni al Grupul Formula 1 pentru 4,4 miliarde de dolari. Acordul a fost aprobat de autoritățile de reglementare și finalizat la 23 ianuarie 2017. Bernie Ecclestone a fost înlocuit din funcția de director executiv al Grupului Formula 1 după preluarea acestuia de către Liberty Media. Chase Carey a preluat rolul de director executiv al grupului, iar Ross Brawn a fost numit în nou-creatul rol de director general și director tehnic pentru Grupul Formula 1. În septembrie 2020, a fost anunțat că fostul șef al echipei Ferrari, Stefano Domenicali, va deveni noul director executiv al Grupului Formula 1. Pe 28 noiembrie 2022, Ross Brawn a confirmat că se retrage din F1.

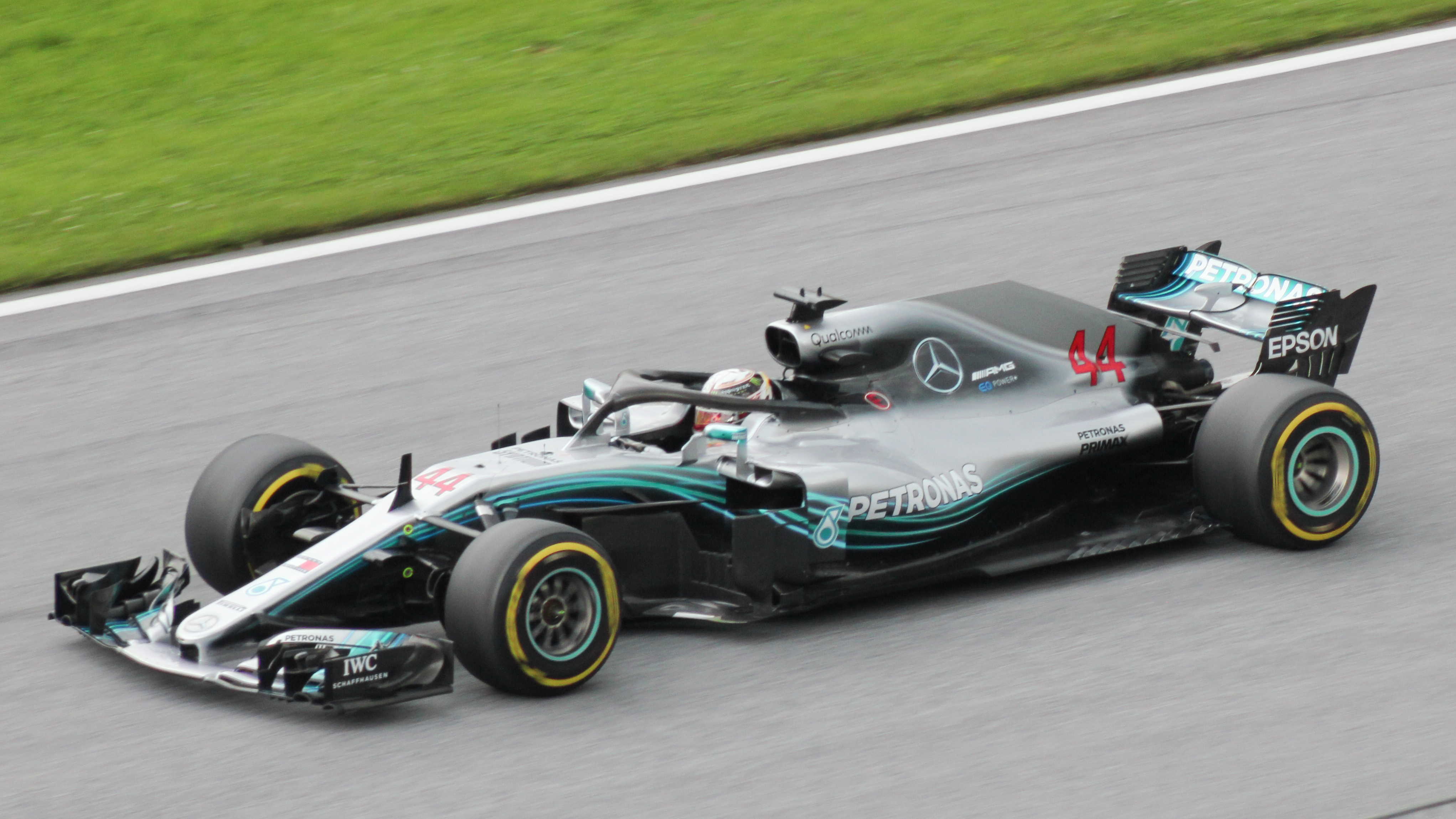
Mercedes a câștigat opt titluri consecutive la constructori, iar Lewis Hamilton a câștigat șase titluri la piloți la începutul erei hibride.

După ce au fost introduse reglementări aerodinamice revizuite, sezoanele 2017 și 2018 au prezentat o luptă pentru titlu între Mercedes și Ferrari. Cu toate acestea, Mercedes a câștigat în cele din urmă titlurile cu mai multe curse rămase de disputat și a continuat să domine autoritar în următorii doi ani, câștigând în total șapte campionate consecutive ale piloților din 2014 până în 2020 și opt titluri consecutive la constructori din 2014 până în 2021. În această perioadă de opt ani. între 2014 și 2021, 111 dintre cele 160 de curse desfășurate au fost câștigate de un pilot Mercedes, Hamilton câștigând 81 dintre aceste curse și luând șase campionate ale piloților în această perioadă pentru a egala recordul lui Schumacher de șapte titluri. În 2021, echipa Red Bull Racing, propulsată de Honda, a început să provoace serios Mercedes, pilotul lor, Max Verstappen, învingându-l pe Hamilton în Campionatul Piloților, după o luptă de-a lungul sezonului în care perechea a alternat conducerea campionatului de mai multe ori.
Deși această eră a dorit o creștere a prezenței producătorilor de motoare în acest sport odată cu schimbarea reglementării motoarelor în 2014, doar un singur producător a revenit, Honda, în 2015. Totuși, Renault a revenit ca echipă de uzină în 2016, după ce a răscumpărat echipa Lotus F1. În 2018, Aston Martin și Alfa Romeo au devenit sponsorii de titlu ai Red Bull și, respectiv, Sauber. Sauber a fost redenumită în Alfa Romeo Racing pentru sezonul 2019, în timp ce coproprietarul Racing Point, Lawrence Stroll, a cumpărat un pachet de acțiuni la Aston Martin pentru a redenumi echipa Racing Point ca Aston Martin pentru 2021. În august 2020, un nou Acord Concord a fost semnat de către toate cele zece echipe de F1 care le angajează în acest sport până în 2025, inclusiv un plafon bugetar de 145 de milioane USD pentru dezvoltarea mașinilor, destinat să reducă costurile și să sprijine competitivitatea.
Pandemia de COVID-19 a forțat sportul adaptarea la restricții bugetare și logistice. O revizuire semnificativă a reglementărilor tehnice intenționate a fi introduse în sezonul 2021 a fost amânată pentru 2022, constructorii folosindu-și în schimb șasiul din 2020 timp de două sezoane și a fost introdus un sistem de token care limitează părțile ce ar putea fi modificate. Începutul sezonului 2020 a fost amânat cu câteva luni, și atât sezonul acesta, cât și cel din 2021 au fost supuse mai multor amânări, anulări și reprogramări ale curselor din cauza restricțiilor în schimbare privind călătoriile internaționale. Multe curse au avut loc fără spectatori, cu prezența restricționată doar la personalul esențial pentru a menține distanțarea socială.
În 2022, o schimbare majoră a reglementărilor și a designului mașinii a fost anunțată de organismul de conducere al F1, menită să promoveze curse mai apropiate prin utilizarea efectelor de sol, aerodinamică nouă, roți mai mari cu anvelope cu profil redus și reglementări reproiectate pentru nas și aripi. Red Bull Racing s-a dovedit noua forță dominantă după această schimbare, câștigând campionatele constructorilor din 2022 și 2023 iar pilotul lor, Max Verstappen, și-a adjudecat titlurile la piloți din 2022, 2023 și 2024. McLaren a câștigat din nou campionatul constructorilor după o pauză de 25 de ani, obținând titlul din 2024.

## Desfășurarea unui Mare Premiu
Un Mare Premiu este extins pe durata a trei zile, de obicei de vineri până duminică, timp în care au loc antrenamentele libere, sesiunea de calificări și cursa propriu-zisă. Întrecerea are loc doar pe circuite special amenajate pentru curse și care sunt închise circulației publice.

### Antrenamentele libere
Antrenamentele libere au loc vinerea (două sesiuni) și sâmbăta (o sesiune). Singura excepție are loc la Marele Premiu al Principatului Monaco, acolo unde sesiunile de vineri au loc joia. Cele două sesiuni de vineri durează 90 de minute, iar sesiunea de sâmbătă 60. În timpul lor, piloții au dreptul să parcurgă câte tururi de circuit doresc. În timpul sesiunilor de vineri, echipele pot nominaliza un al treilea pilot pe lângă cei doi „de cursă”, dar nu pot folosi mai mult de două monoposturi simultan.

### Sesiunea de calificări
Sesiunea de calificări are loc sâmbăta după-amiaza, iar scopul ei este de a stabili grila de start pentru cursa de duminică. Sesiunea durează aproximativ o oră și este împărțită în trei părți.
În prima parte (Q1), care durează optsprezece minute, participă toți piloții, numărul de tururi de circuit pe care aceștia îl parcurg fiind nelimitat. În clasament se ține cont de cel mai rapid tur parcurs de fiecare pilot în parte. La finalul celor optsprezece minute, cinci piloți cu cei mai slabi cinci timpi, sunt eliminați, ei urmând a ocupa locurile 16-20 pe grila de start.
A doua parte (Q2) a sesiunii de calificări ține cincisprezece minute, la ea participând doar cei 15 piloți rămași, timpii obținuți în prima parte fiind șterși. Din nou, fiecare pilot are dreptul la un număr nelimitat de tururi de circuit, iar la finalul acestei părți,  ultimii cinci piloți ai clasamentului - fiecare pilot intră în acest clasament cu cel mai bun timp al său - sunt eliminați, ei urmând să ocupe locurile 11-15 pe grila de start.
Iar ultima parte, a treia (Q3), durează douăsprezece minute, la ea participând cei zece piloți promovați din partea a doua. Din nou, timpii obținuți în partea a doua sunt șterși. În cadrul acestei părți, fiecare pilot are la dispoziție un număr nelimitat de tururi. Se întocmește un nou clasament, pe baza căruia se stabilesc pozițiile 1-10 ale grilei de start. Pilotul cu cel mai bun timp din partea a treia va pleca de pe prima poziție a grilei de start, numită și pole position. Totuși grila de start poate fi alterată în funcție de diversele penalizări pe care le-ar putea primi piloții.

### Cursa

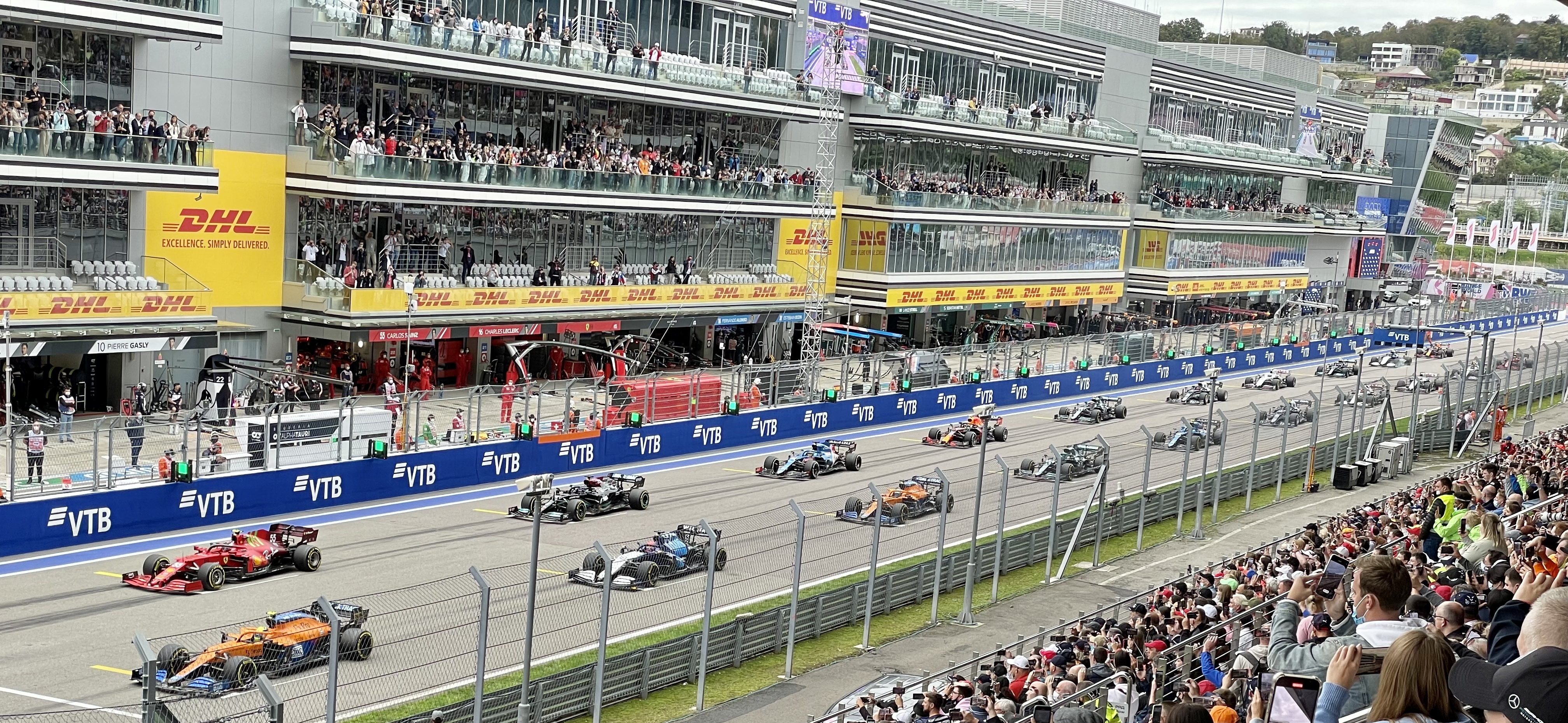
Mașinile așezate pe pistă înainte de începerea unei curse

Cursa are loc duminica, distanța acesteia fiind de aproximativ 305 kilometri. Cu toate acestea, cursele de stradă precum cea din Monaco au distanțe mai scurte pentru a se menține sub limita de două ore.
Cursa începe cu un tur de încălzire, după care mașinile se adună pe grila de start în ordinea în care s-au calificat. Acest tur este adesea denumit tur de formare, deoarece mașinile parcurg un tur în formație, fără depășiri (deși un pilot care greșește poate recâștiga terenul pierdut cu condiția să cadă la coada clasamentului). Turul de încălzire permite piloților să verifice starea pistei și a mașinii lor, oferă anvelopelor șansa de a se încălzi pentru a crește tracțiunea și, de asemenea, le oferă echipajelor de la boxe timp să se elibereze și de echipamentul lor de pe grilă.
Odată ce toate mașinile s-au plasat pe grilă, după ce mașina medicală se poziționează în spatele grupului de mașini, un sistem de lumini deasupra pistei indică startul cursei: cinci lumini roșii se aprind la intervale de o secundă; toate sunt apoi stinse simultan după un timp nespecificat (de obicei mai puțin de 3 secunde) pentru a semnala începutul cursei. Dacă un pilot pleacă înainte de stingerea celor cinci lumini roșii, este penalizat. Procedura de start poate fi abandonată dacă un pilot se blochează pe grilă, semnalat prin ridicarea brațului. Dacă se întâmplă acest lucru, procedura reîncepe: începe un nou tur de formare, cu mașina care a făcut infracțiunea scoasă din grilă. Cursa poate fi reluată și în cazul unui accident grav sau a unor condiții periculoase, startul inițial fiind anulat. Cursa poate fi începută din spatele mașinii de siguranță dacă oficialii consideră că startul de pe loc ar fi excesiv de periculos, cum ar fi ploile extrem de abundente. Începând cu sezonul 2019, va exista întotdeauna o repornire de pe loc. Dacă din cauza ploilor abundente este necesară o pornire în spatele mașinii de siguranță, atunci după ce pista s-a uscat suficient, piloții se vor pregăti pentru o pornire din mișcare. Nu există niciun tur de formare când cursele încep în spatele mașinii de siguranță.

### Sistemul de punctaj
| Loc    | 1  | 2  | 3  | 4  | 5  | 6 | 7 | 8 | 9 | 10 | CMRT |
| ------ | -- | -- | -- | -- | -- | - | - | - | - | -- | ---- |
| Puncte | 25 | 18 | 15 | 12 | 10 | 8 | 6 | 4 | 2 | 1  | 1    |

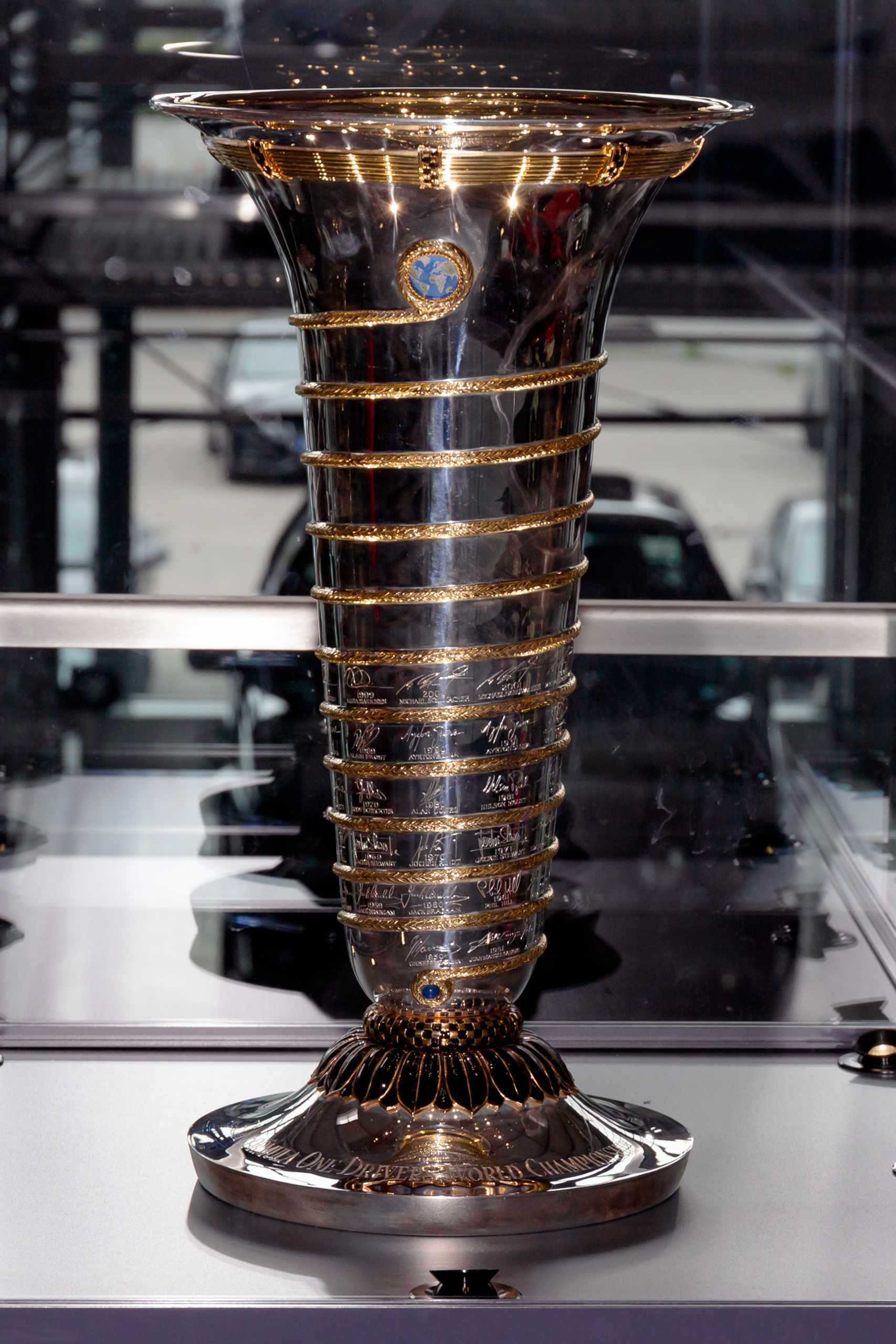
Trofeul de Formula 1 acordat campionului la piloți la sfârșitul anului

Sistemul de punctaj s-a schimbat de multe ori de-a lungul timpului; actual, punctele se acordă precum urmează: primul pilot care trece linia de sosire este declarat câștigător și primește 25 puncte în campionat, pilotul de pe locul al doilea primește 18 puncte, cel de pe locul al treilea 15 puncte, pilotul de pe locul al patrulea primește 12 puncte, cel de pe locul al cincilea 10 puncte, pilotul de pe locul al șaselea primește 8 puncte, cel de pe locul al șaptelea 6 puncte, pilotul de pe locul al optulea primește 4 puncte, cel de pe locul al nouălea 2 puncte și cel de pe locul al zecelea 1 punct. Începând cu sezonul din 2019 se acordă un punct în plus pentru pilotul care a realizat cel mai rapid tur din cursă, cu obligația ca el să termine în primii zece poziții. Pentru ca un pilot să obțină puncte, el trebuie să fie clasat, adică să parcurgă cel puțin 90% din distanța cursei. Punctajul echipelor se stabilește prin însumarea punctelor obținute de colegii de echipă. Ordinea finală poate fi alterată de penalizări.
În anumite condiții, cursa poate fi oprită înainte de parcurgerea celor 305 km. Cursa se poate relua, procedura fiind cea menționată anterior, cu specificația că fiecare pilot își ocupă acum locul pe grilă în funcție de poziția pe care o ocupa atunci când a fost întreruptă cursa; sau poate fi anulată. Dacă cursa nu se mai reia, dar s-a parcurs deja 75% din distanța ei, atunci ordinea din momentul opririi este declarată ordinea finală, punctajul fiind cel de mai sus. Dacă nu s-a parcurs 75% din distanța cursei, dar s-au parcurs cel puțin două tururi complete, va fi folosit un set de puncte în funcție de distanța parcursă până la suspendarea cursei. Până în sezonul din 2022 se acordau puncte înjumătățite pentru cursele scurtate. Începând cu sezonul din 2022, dacă sunt parcurse mai mult de două tururi, dar mai puțin de 25% din distanța programată a cursei, punctele vor fi acordate primilor 5 piloți pe o bază de 6–4–3–2–1. Dacă 25%–50% din distanța programată a cursei este parcursă, punctele vor fi acordate pe o bază de 13–10–8–6–5–4–3–2–1 primilor 9 piloți. Dacă 50%–75% din distanța programată a cursei este parcursă, punctele vor fi acordate pe o bază de 19–14–12–9–8–6–5–3–2–1 primilor 10 piloți.

## Constructori

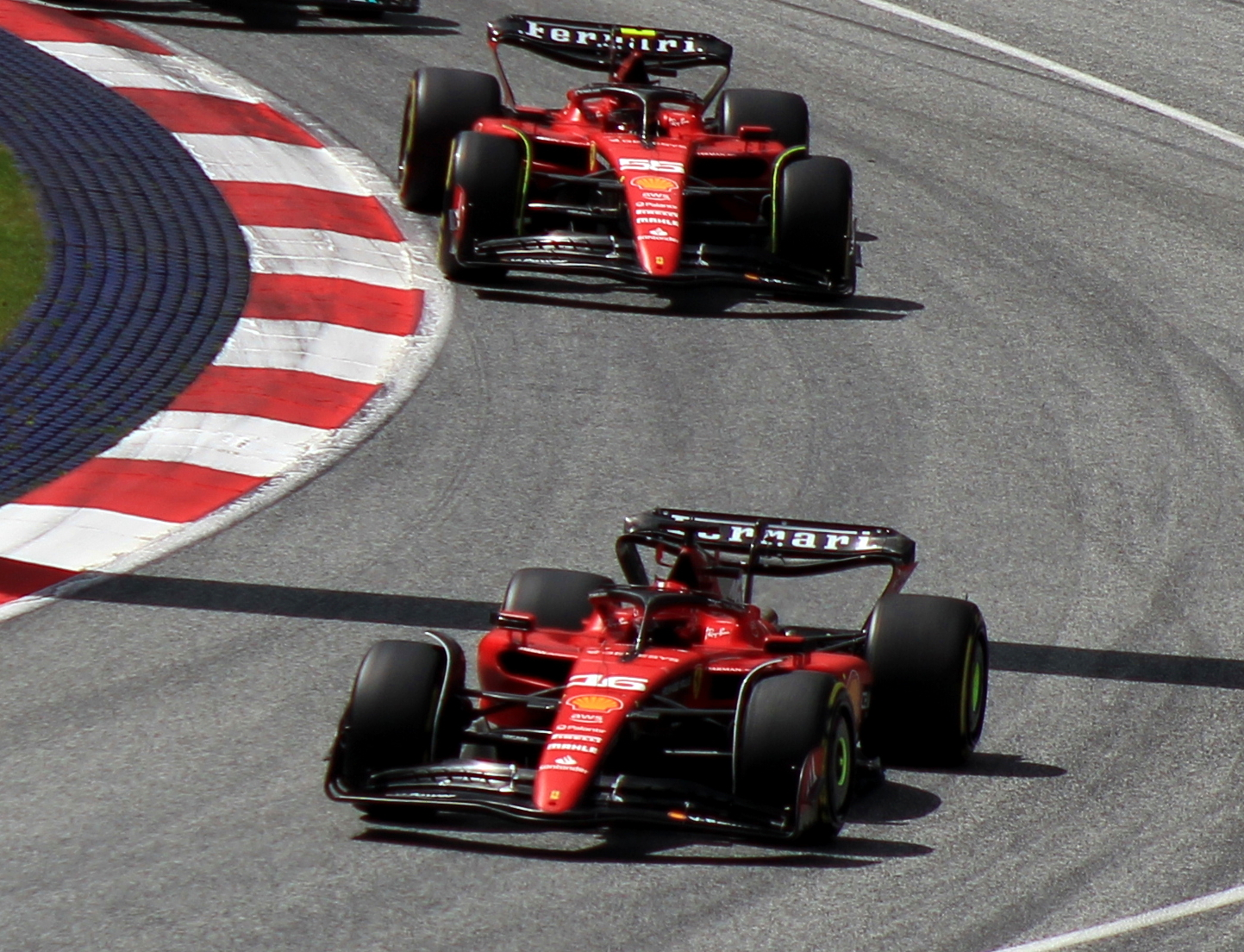
Ferrari a participat în fiecare sezon.

Un constructor de Formula 1 este entitatea creditată pentru proiectarea șasiului și a motorului. Dacă ambele sunt proiectate de aceeași companie, compania respectivă primește credit unic în calitate de constructor (de exemplu, Ferrari). Dacă sunt proiectate de companii diferite, ambele sunt creditate, iar numele proiectantului șasiului este plasat înaintea celui al proiectantului motorului (de exemplu, McLaren-Mercedes). Toți constructorii sunt punctați individual, chiar dacă împart fie șasiul, fie motorul cu un alt constructor (de exemplu, Williams-Ford, Williams-Honda în 1983).
Din 1981, echipele de Formula 1 au fost obligate să construiască șasiul cu care concurează și, în consecință, distincția dintre termenii „echipă” și „constructor” a devenit mai puțin pronunțată, deși motoarele pot fi încă produse de o entitate diferită. Această cerință distinge sportul de serii precum IndyCar Series, care permite echipelor să-și achiziționeze șasiul, și de „serie de specificație”, precum Formula 2, care necesită ca toate mașinile să fie păstrate la o specificație identică. De asemenea, interzice efectiv echipele „private”, care erau comune chiar și în Formula 1 până în anii 1970.
În sezonul de debut al acestui sport, 1950, 18 echipe au concurat, dar din cauza costurilor mari, multe au renunțat rapid. De fapt, așa de mare a fost deficitul de mașini competitive pentru o mare parte a primului deceniu de Formula 1, încât mașinile de Formula 2 au fost admise să umple grilele. Ferrari este cea mai veche echipă de Formula 1, singura echipă încă activă care a concurat în 1950.

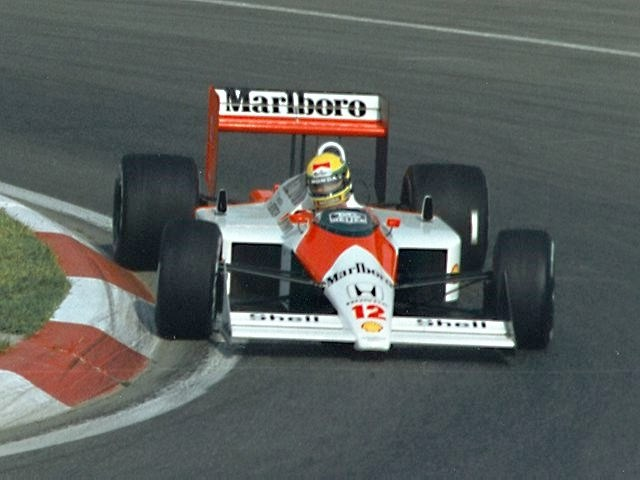
McLaren și Red Bull Racing au câștigat toate cursele cu excepția uneia în, respectiv, cu motorul Honda.

Primele implicările ale producătorilor auto au venit sub forma „echipelor de fabrică” sau „echipelor de uzină” (adică una deținută de o mare companie auto), cum ar fi cele ale Alfa Romeo, Ferrari sau Renault. Ferrari deține recordul pentru câștigarea celor mai multe campionate la constructori (șaisprezece).
Companii precum Climax, Repco, Cosworth, Hart, Judd și Supertec, care nu aveau o afiliere directă cu vreo echipă, vindeau adesea motoare echipelor care nu își permiteau să le producă. În primii ani, echipele independente de Formula 1 și-au construit uneori și motoarele, deși acest lucru a devenit mai puțin obișnuit odată cu implicarea crescută a marilor producători de automobile precum BMW, Ferrari, Honda, Mercedes-Benz, Renault și Toyota, ale căror bugete mari au făcut ca motoarele construite de ei să fie mult mai competitive. Cosworth a fost ultimul furnizor independent de motoare, părăsind sportul la sfârșitul sezonului 2013. Se estimează că echipele majore cheltuiesc între 100 și 200 de milioane de euro pe an per producător numai pentru motoare.

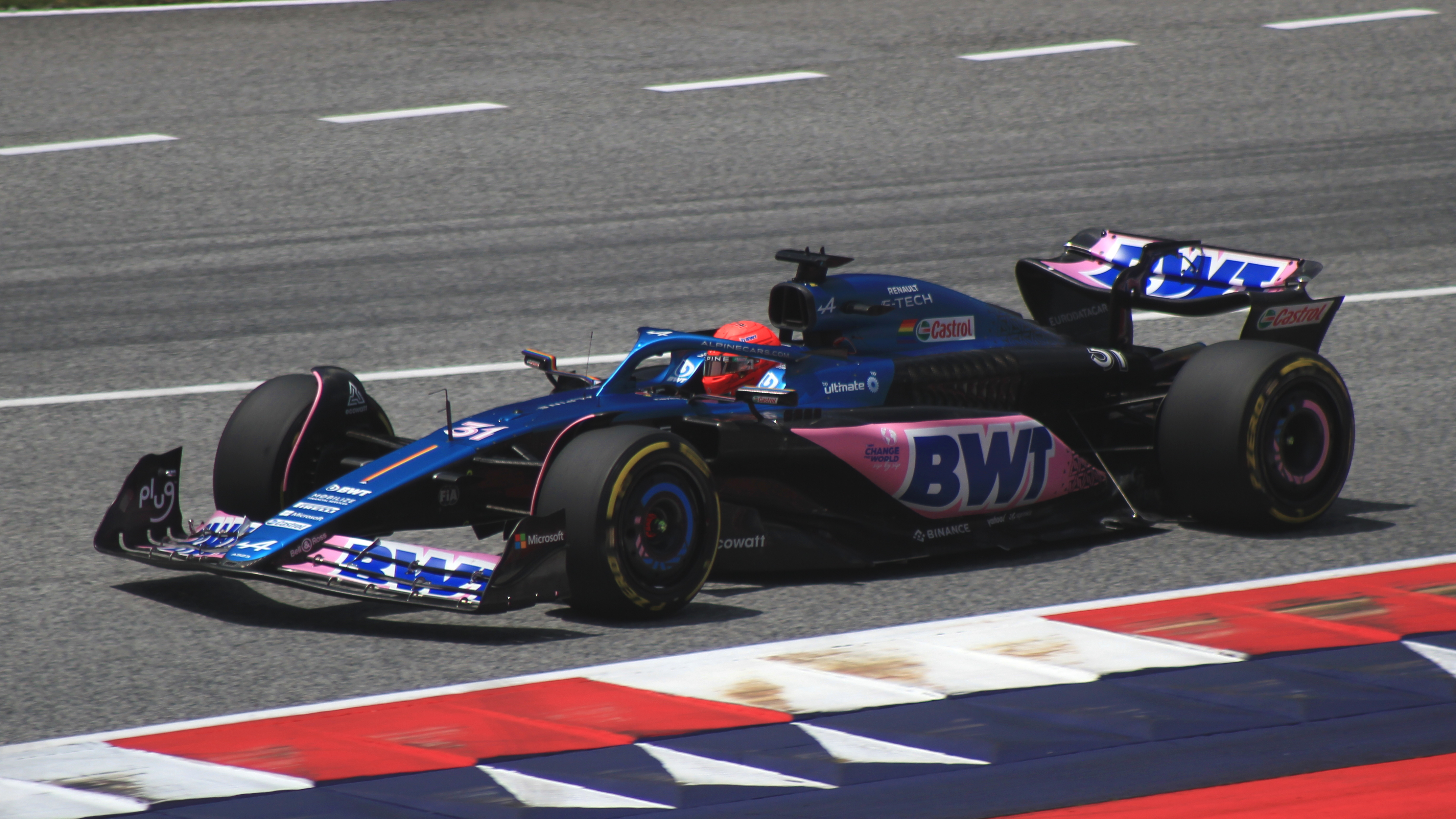
Renault (în imagine: Esteban Ocon cu Alpine) a avut un rol activ în Formula 1 atât în calitate de constructor, cât și ca furnizor de motoare începând cu.

În sezonul 2007, pentru prima dată de la regula din 1981, două echipe au folosit șasiuri construite de alte echipe. Super Aguri a început sezonul folosind un șasiu Honda Racing RA106 modificat (folosit de Honda în anul precedent), în timp ce Scuderia Toro Rosso a folosit același șasiu folosit de echipa mamă Red Bull Racing, care a fost proiectat oficial de o filială separată. Utilizarea acestor lacune din regulament a fost încheiată în 2010 odată cu publicarea noilor reglementări tehnice, care impun fiecărui constructor să dețină drepturile de proprietate intelectuală asupra șasiului său. Reglementările continuă să permită unei echipe să subcontracteze proiectarea și construcția șasiului către o parte terță, o opțiune folosită de echipa HRT în 2010 și Haas în prezent.
Deși echipele dezvăluie rareori informații despre bugetele lor, se estimează că acestea variază de la 66 milioane USD la 400 milioane USD fiecare.
Introducerea unei noi echipe în Campionatul Mondial de Formula 1 necesită o plată în avans de 200 de milioane de dolari către FIA, care este apoi împărțită în mod egal între echipele existente. În consecință, constructorii care doresc să intre în Formula 1 preferă adesea să cumpere o echipă existentă: achiziția de către BAR a Tyrrell și achiziția Jordan de către Midland a permis ambelor echipe să ocolească plata și să-și asigure beneficiile pe care le avea deja vechea echipă, cum ar fi veniturile TV.
Opt dintre cele zece echipe care concurează în prezent în Formula 1 au sediul în apropiere de Londra, într-o zonă centrată în jurul Oxfordului. Ferrari își are fabrica pentru șasiu, cât și pentru ansamblul motorului în Maranello, Italia, în timp ce echipa Sauber își are sediul lângă Zürich, în Elveția.

## Piloți
Fiecare echipă din Formula 1 trebuie să ruleze două mașini în fiecare sesiune într-un weekend de Mare Premiu și fiecare echipă poate folosi până la patru piloți într-un sezon. O echipă poate introduce, de asemenea, doi piloți suplimentari în sesiunile de antrenamente libere, care sunt adesea folosite pentru a testa potențiali piloți noi de Formula 1 sau pentru a obține piloți experimentați pentru a evalua mașina. Majoritatea piloților sunt contractați pe cel puțin durata unui sezon, schimbările de piloți având loc între sezoane, în comparație cu primii ani, când piloții concurau adesea ad-hoc de la cursă la cursă. Fiecare concurent trebuie să fie în posesia unei Super Licențe FIA pentru a concura într-un Mare Premiu, care este eliberată piloților ce au îndeplinit criteriile de succes în categoriile de sporturi cu motor pentru juniori și au realizat 300 de kilometri într-o mașină de Formula 1. De asemenea, piloții pot primi o Super Licență din partea Consiliului Mondial al Sporturilor cu Motor chiar dacă nu îndeplinesc criteriile. Deși majoritatea piloților își câștigă locul pe baza abilităților, însă considerentele comerciale intră și ele în joc dacă echipele trebuie să-și satisfacă sponsorii și cerințele financiare.

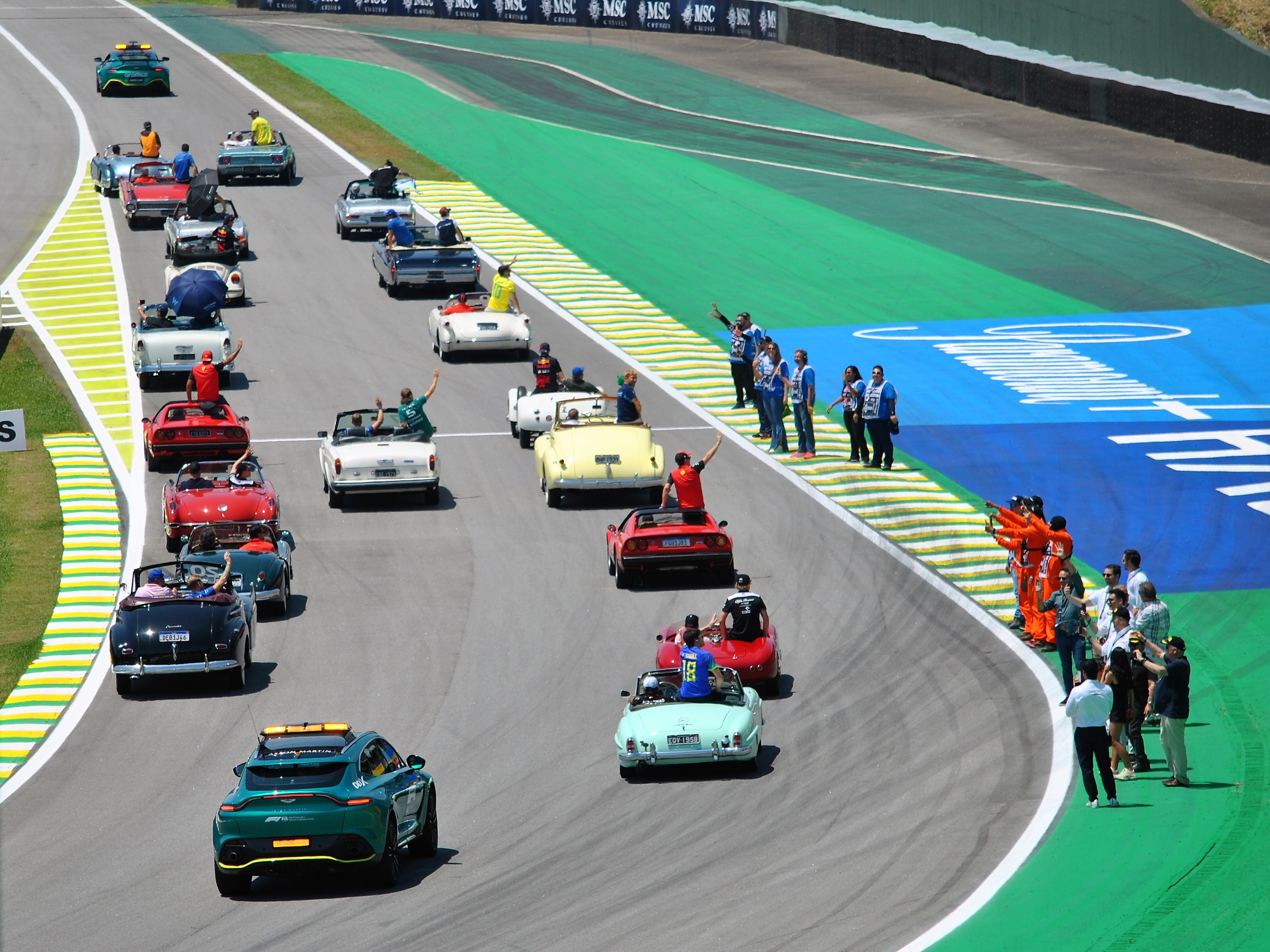
Piloții salutând publicul înaintea cursei de la.

De asemenea, echipele contractează piloți de testare și rezervă pentru a înlocui piloții obișnuiți atunci când este necesar, și pentru a dezvolta mașina echipei; deși odată cu reducerea testării, rolul piloților de rezervă are loc în principal pe un simulator, precum rFactor Pro, care este folosit de majoritatea echipelor de F1.
Începând cu 2014, fiecare pilot își alege un număr nealocat de la 2 la 99 (excluzând 17 care a fost retras după moartea lui Jules Bianchi) la intrarea în Formula 1 și își păstrează acel număr în timpul perioadei petrecute în sport. Numărul 1 este rezervat Campionului Piloților în curs, care are opțiunea de a-l folosi pe acesta sau poate alege să-l folosească pe cel anterior. La începutul campionatului, numerele au fost alocate de către organizatorii cursei pe o bază ad-hoc de la cursă la cursă.
Numerele permanente au fost introduse în timpul sezonului din 1973, pentru a intra în vigoare începând cu 1974, când echipelor le-au fost alocate numere în ordine crescătoare pe baza clasării în clasamentul Campionatului Constructorilor de la sfârșitul sezonului 1973. Echipele au deținut acele numere de la sezon la sezon, cu excepția echipei care avea în componență Campionul Mondial al Piloților, caz în care echipa primea numerele 1 și 2 de la echipa campionului precedent. Noilor intrați li s-au alocat numere de rezervă, cu excepția numărului 13, care nu a mai fost folosit din 1976.
Pe măsură ce echipele își păstrau numerele pentru perioade lungi de timp, numerele mașinilor au devenit asociate cu o echipă, cum ar fi Ferrari cu 27 și 28. Din 1996 până în 2013 a fost folosit un sistem diferit: la începutul fiecărui sezon, actualului campion al piloților i-a fost desemnat numărul 1, coechipierului său numărul 2, iar restul echipelor le-au fost atribuite numere crescătoare conform ordinii din Campionatul Constructorilor al sezonului precedent.
Până la încheierea Campionatului din 2023, un total de 34 de piloți diferiți au câștigat Campionatul Mondial al Piloților, Michael Schumacher și Lewis Hamilton deținând recordul pentru cele mai multe campionate (șapte). De asemenea, Hamilton a obținut cele mai multe victorii în curse, în 2020. Jochen Rindt este singurul campion mondial post-mortem, după ce totalul său de puncte nu a fost depășit în ciuda accidentului său fatal de la Marele Premiu al Italiei din 1970, cu 4 curse rămase din sezon. Piloții din Regatul Unit au fost cei mai de succes în acest sport, cu 18 campionate obținute de 10 piloți.

## Mari Premii

Harta lumii care arată locația Marilor Premii de Formula 1: țările marcate cu verde sunt în calendarul curent al curselor, cele în gri închis au găzduit o cursă de Formula 1 în trecut.

Numărul de Mari Premii dintr-un sezon a variat de-a lungul anilor. Doar șapte curse au fost cuprinse în Sezonul inaugural din 1950, în timp ce sezonul din 2023 a fost alcătuit din 22 de curse. Nu s-au desfășurat mai mult de 11 Mari Premii pe sezon în primele decenii ale campionatului, însă a avut loc și un număr mare de evenimente de Formula 1 ce nu au făcut parte din campionat. Numărul de Mari Premii a crescut la o medie de 16-17 până la sfârșitul anilor 1970, în timp ce evenimentele non-campionat s-au încheiat în 1983. Mai multe Mari Premii au început să aibă loc în anii 2000, iar sezoanele recente au înregistrat o medie de 19 curse. În 2021, 2022 și 2023 calendarul a atins vârful de 22 de evenimente, cel mai mare număr de curse de campionat mondial într-un sezon.
Șase din primele șapte curse din 1950 au avut loc în Europa. Singura cursă non-europeană a fost cea de la Indianapolis 500, care a fost desfășurată sub regulamente diferite și a fost înlocuită ulterior de Marele Premiu al Statelor Unite. Campionatul de F1 s-a extins treptat și în alte țări non-europene. Argentina a găzduit primul Mare Premiu din America de Sud în 1953, iar Maroc primul Mare Premiu din Africa în 1958. Au urmat apoi Asia și Oceania (Japonia în 1976 și Australia în 1985). iar prima cursă din Orientul Mijlociu s-a desfășurat în 2004 în Bahrain. Cele 22 de curse ale sezonului 2023 au fost răspândite pe fiecare continent populat, cu excepția Africii, cu 13 Mari Premii organizate în afara Europei.
Unele dintre Marile Premii datează dinainte de formarea Campionatului Mondial, cum ar fi Marele Premiu al Franței, și au fost încorporate în campionat ca curse de Formula 1 în 1950. Marele Premiu al Marii Britanii și cel al Italiei sunt singurele evenimente care au avut loc în fiecare sezon de Formula 1; alte curse de lungă durată includ Marele Premiu al Belgiei, Marele Premiu al Germaniei și cel al Franței. Marele Premiu al Principatului Monaco a avut loc pentru prima dată în 1929 și s-a desfășurat continuu din 1955 (cu excepția anului 2020), fiind considerată a fi una dintre cele mai importante și prestigioase curse de automobile din lume.
Toate Marile Premii s-au desfășurat în mod tradițional în timpul zilei, până când Marele Premiu al statului Singapore a găzduit prima cursă nocturnă de Formula 1 în 2008, fiind urmată apoi de Marele Premiu de la Abu Dhabi în 2009 (deși cursa începe ziua și se termină pe timpul nopții) și Marele Premiu al Bahrainui, care a fost convertită într-o cursă nocturnă în 2014. Alte Mari Premii din Asia au avut orele de start ajustate pentru a beneficia de audiența europeană.

### Curse reîntroduse în calendar (2008-prezent)
Aldin indică un Mare Premiu programat ca parte a sezonului 2024.
- Marele Premiu al Europei pe circuitul stradal din Valencia (2008–2012)
- Marele Premiu al Statelor Unite pe Circuitul Americilor (2012-2019, 2021-prezent)
- Marele Premiu al Austriei pe Red Bull Ring (2014-prezent)
- Marele Premiu al Mexicului pe Autódromo Hermanos Rodríguez (2015–2019); redenumit în Marele Premiu de la Ciudad de México (2021-prezent)[106]
- Marele Premiu al Europei pe Circuitul orașului Baku (2016; redenumit în Marele Premiu al Azerbaidjanului pentru 2017-2019, 2021-prezent)
- Marele Premiu al Franței pe Circuitul Paul Ricard (2018–2019, 2021–2022)
- Marele Premiu al Portugaliei pe Circuitul Internațional Algarve (2020–2021)
- Circuitul Imola cu Marele Premiu al Emiliei-Romagna (2020-prezent; anterior a găzduit Marele Premiu al Italiei și Marele Premiu al statului San Marino)
- Marele Premiu al Țărilor de Jos pe Circuitul Zandvoort (2021-prezent)
- Marele Premiu al Las Vegasului pe Circuitul stradal Las Vegas (2023-prezent)

### Inițiativa pentru noi locații (2008-prezent)
Aldin indică un Mare Premiu programat ca parte a sezonului 2024.
Din 2008, Bernie Ecclestone și Grupul Formula 1 au dorit noi „orașe de destinație” pentru a-și extinde acoperirea globală, cu scopul de a produce curse în țări care nu au fost implicate anterior în acest sport. Această inițiativă a început cu Marele Premiu al statului Singapore din 2008.
| Cursă                               | Ani              | Circuit                               | Note |
| ----------------------------------- | ---------------- | ------------------------------------- | --- |
| Marele Premiu al statului Singapore | 2008–2019, 2022– | Circuitul Marina Bay                  | Prima cursă care are loc în afara orelor de zi. Cursele din 2020 și 2021 au fost anulate din cauza pandemiei de COVID-19. |
| Marele Premiu de la Abu Dhabi       | 2009–            | Circuitul Yas Marina                  | Singura cursă care începe pe timpul zilei și se termină noaptea. |
| Marele Premiu al Coreei de Sud      | 2010–2013        | Circuitul Internațional Coreea de Sud | Întrerupt din cauza cifrelor slabe de prezență. |
| Marele Premiu al Indiei             | 2011–2013        | Circuitul Internațional Buddh         | Întrerupt din cauza unei dispute privind clasificarea fiscală a autorităților locale. |
| Marele Premiu al Rusiei             | 2014–2021        | Autodromul Soci                       | Marele Premiu al Rusiei urma să se mute pe Igora Draiv din 2023. Această mutare și Marele Premiu al Rusiei din 2022 au fost anulate în urma invaziei Rusiei în Ucraina din 2022.                                                |
| Marele Premiu al Azerbaidjanului    | 2017–2019, 2021– | Circuitul orașului Baku               | Denumit anterior Marele Premiu al Europei în 2016. Cursa din 2020 a fost anulată din cauza pandemiei de COVID-19. |
| Marele Premiu al Arabiei Saudite    | 2021–            | Circuitul Corniche Djedda             | |
| Marele Premiu al Qatarului          | 2021, 2023–      | Circuitul Internațional Lusail        | Introdus în ultimul minut pentru a înlocui Marele Premiu al Australiei. Are un contract pe zece ani începând din 2023. Inițial trebuia să se desfășoare într-o nouă locație începând cu 2023, dar acest lucru nu s-a întâmplat. |
| Marele Premiu de la Miami           | 2022–            | Autodromul Internațional Miami        | A devenit a doua cursă din Statele Unite desfășurată în același sezon. |

## Circuite

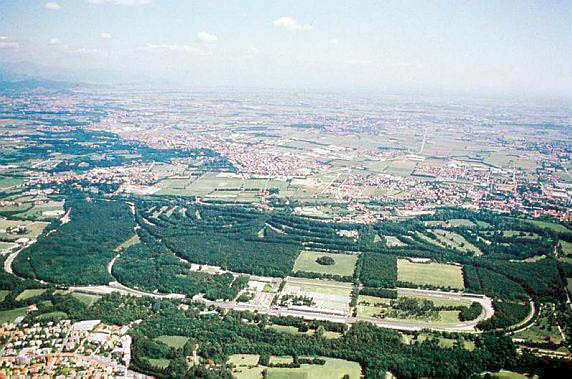
Autodromo Nazionale di Monza, circuitul unde se desfășoară Marele Premiu al Italiei, este cea mai veche pistă special construită, fiind utilizată și în prezent.

Un circuit tipic are o porțiune de drum drept pe care se află grila de start. Linia boxelor, unde piloții se opresc pentru anvelope, ajustări aerodinamice și reparații minore (cum ar fi schimbarea nasului mașinii din cauza deteriorării aripei din față) în timpul cursei, retragerile din cursă și unde echipele lucrează la mașini înainte de cursă, se află în mod normal paralel cu grila de start. Dispunerea restului circuitului variază foarte mult, deși în majoritatea cazurilor circuitul rulează în sensul acelor de ceasornic. Acele câteva circuite care rulează în sens invers acelor de ceasornic (și, prin urmare, au viraje predominante spre stânga) pot cauza piloților probleme la gât din cauza forțelor laterale enorme generate de mașinile de F1 ce le împinge capul în direcția opusă normalului. O singură cursă necesită camere de hotel pentru a găzdui cel puțin 5.000 de vizitatori.

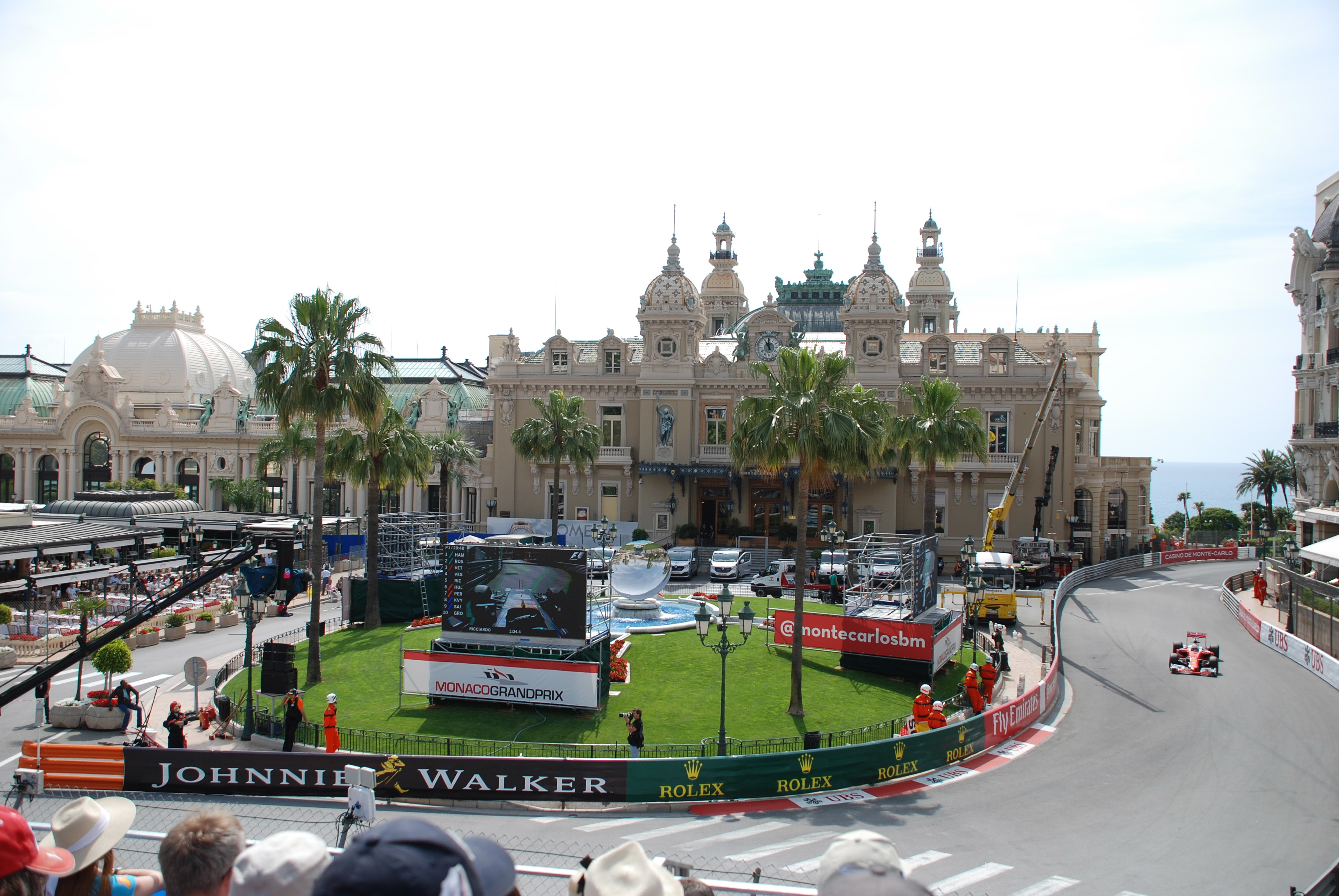
Circuitul Monaco este cel mai cunoscut circuit stradal din lume.

Majoritatea circuitelor utilizate în prezent sunt construite special pentru competiție. Circuitele stradale actuale sunt Monaco, Melbourne, Singapore, Baku, Miami, Djedda și Las Vegas, deși curse în alte locații urbane vin și pleacă (Detroit, de exemplu). Farmecul și istoria cursei de la Monaco sunt motivele principale pentru care circuitul este încă în uz, deși nu îndeplinește cerințele stricte de siguranță impuse altor piste. Triplul campion mondial Nelson Piquet a descris cursele din Monaco ca fiind „ca mersul cu bicicleta prin camera de zi”.
Designul circuitelor pentru a proteja siguranța piloților devine din ce în ce mai sofisticat, așa cum este exemplificat de Circuitul Internațional Bahrain, adăugat în 2004 și proiectat – la fel ca majoritatea noilor circuite de F1 – de Hermann Tilke. Câteva dintre noile circuite din F1, în special cele proiectate de Tilke, au fost criticate că nu au „fluxul” unor circuite clasice precum Spa-Francorchamps și Imola. Deși reproiectarea sa a circuitului Hockenheim din Germania, de exemplu, a oferit în același timp mai multă capacitate pentru tribune și a eliminat liniile drepte extrem de lungi și periculoase, ea a fost criticată și respinsă de mulți care susțin că o parte din caracterul circuitului Hockenheim au fost liniile drepte lungi și orbitoare prin porțiunile întunecate de pădure.
Circuitul Americilor din Austin, Autodromul Soci din Soci și Circuitul orașului Baku din Azerbaidjan au fost introduse toate ca începând cu 2012. În 2020, Circuitul Internațional Algarve a debutat în calendarul F1 ca loc de desfășurare a Marelui Premiu al Portugaliei, țara găzduind ultima cursă în 1996. În 2021, Circuitul Zandvoort a revenit în calendarul F1 odată cu reintroducerea Marelui Premiu al Țărilor de Jos, după ce a găzduit ultima cursă în 1985. Marele Premiu al Las Vegasului a revenit și el în sport, în 2023, de data aceasta desfășurându-se pe un circuit stradal de-a lungul Las Vegas Strip.

## Mașini și tehnologie

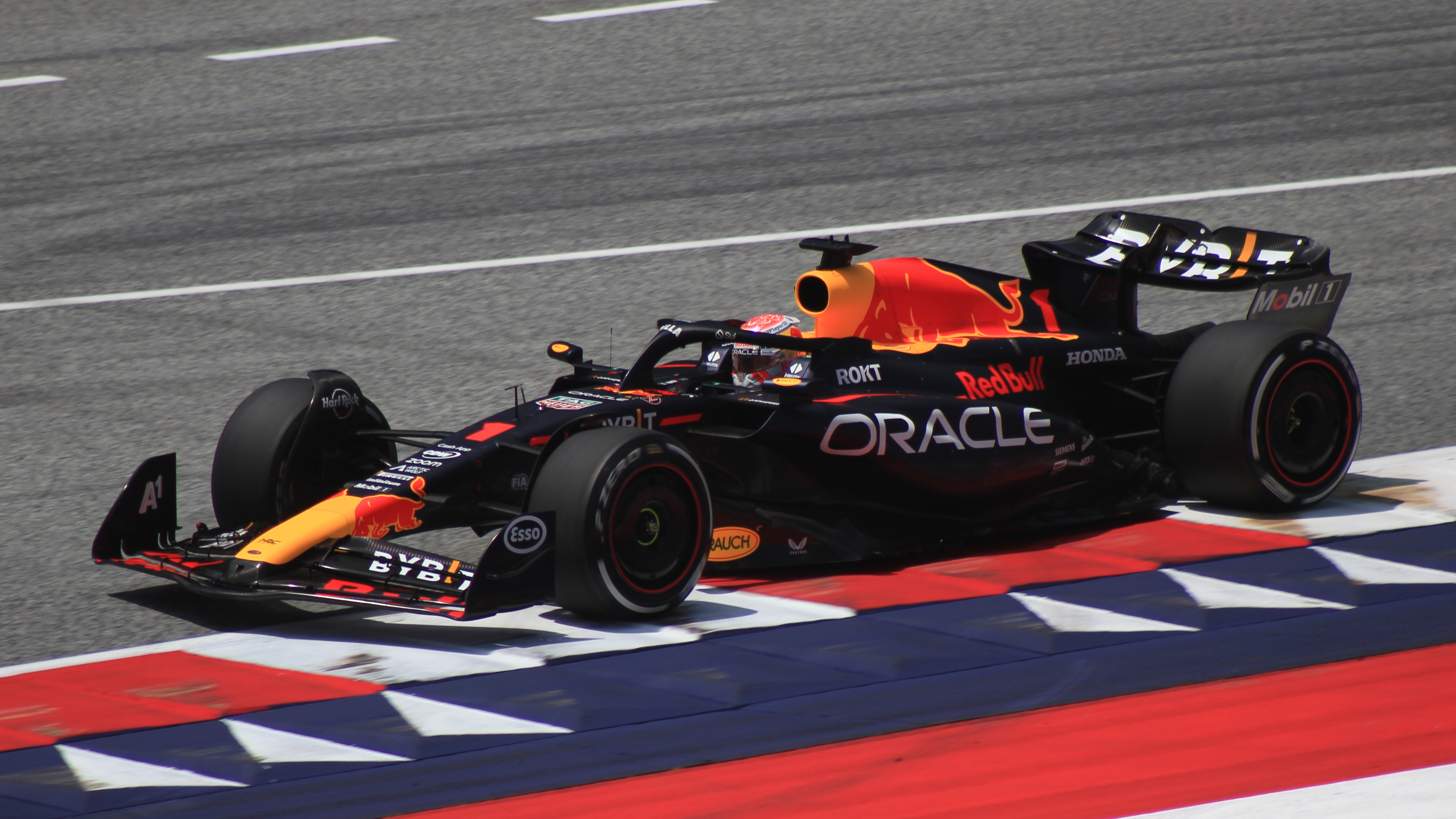
RB19, mașina cu care Red Bull Racing și Max Verstappen și-au câștigat campionatele aferente sezonului.

Mașinile moderne de Formula 1 sunt de tipul monoloc cu motor central, hibride, și cu roți neacoperite. Șasiul este realizat în mare parte din compozite din fibră de carbon, făcându-l ușor, dar extrem de rigid și rezistent. Întreaga mașină, inclusiv pilotul, dar fără combustibil, cântărește doar 795 kg - greutatea minimă stabilită de reglementări. Dacă construcția mașinii este mai ușoară decât minimul necesar, acesteia i se poate adăuga un așa numit „balast” pentru a se ajunge la limita legală. Echipele de curse profită de acest lucru plasând acest balast în partea extremă de jos a șasiului, astfel plasând centrul de greutate cât mai jos posibil pentru a îmbunătăți manevrabilitatea și transferul greutății.
Viteza de virare a mașinilor de Formula 1 este în mare măsură determinată de forța aerodinamică pe care o generează, care împinge mașina în jos pe pistă. Aceasta este asigurată de „aripile” montate în partea din față și din spate a vehiculului și de efectul de sol creat de presiunea scăzută a aerului sub partea inferioară plată a mașinii. Designul aerodinamic al mașinilor este foarte constrâns pentru a limita performanța. Generația anterioară de mașini prezenta un număr mare de aripioare mici pentru a controla îndeaproape fluxul de aer peste, sub și în jurul mașinii.
Celălalt factor major care controlează viteza de viraj a mașinilor este designul anvelopelor. Din 1998 până în 2008, anvelopele din Formula 1 nu au fost „slick”-uri (anvelope fără caneluri) ca în majoritatea celorlalte serii de curse pe circuit. În schimb, fiecare anvelopă avea patru caneluri circumferențiale mari pe suprafața sa, menite să limiteze viteza în viraje a mașinilor. Anvelopele slick au revenit în Formula 1 în sezonul 2009. Suspensia este cu braț dublu sau cu brațe multiple față și spate, cu arcuri și amortizoare de tipul pushrod - o excepție fiind mașina utilizată de Red Bull Racing în 2009 (RB5) care a folosit suspensie pullrod pe spate, prima mașină care a făcut acest lucru de la Minardi PS01 în 2001. Ferrari a folosit o suspensie pushrod atât în față, cât și în spate în mașina lor din 2012. În 2022, McLaren (MCL36) și Red Bull Racing (RB18) au trecut la o suspensie față pullrod și suspensie spate pushrod.

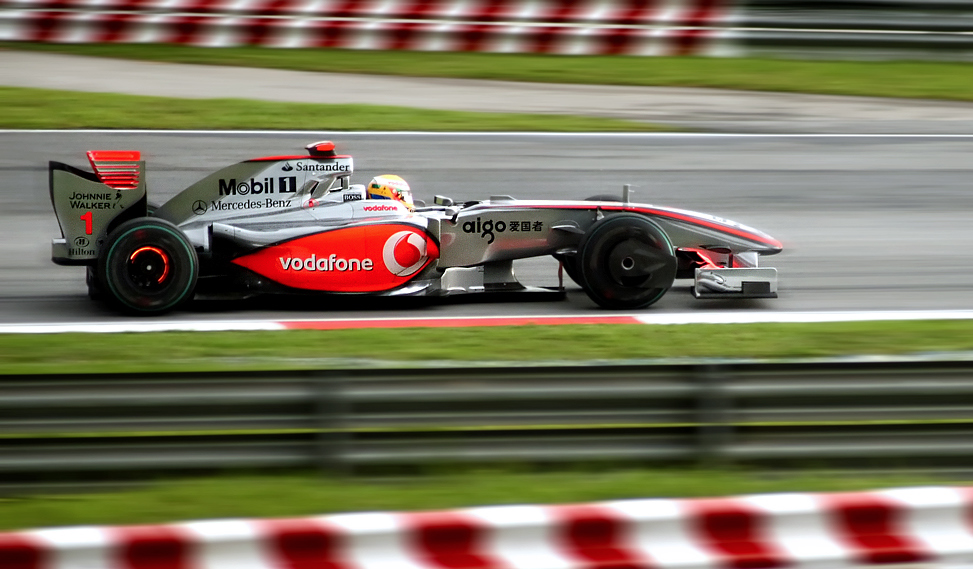
În timpul frânării, piloții se confruntă cu forțe de până la 5 g, iar discurile de frână ating temperaturi de 700-900.

Frânele cu disc carbon-carbon sunt folosite datorită greutății reduse și a performanței crescute la frecare. Acestea oferă un nivel foarte ridicat de performanță de frânare și sunt, de obicei, elementul care provoacă cea mai mare reacție din partea piloților noi din Formula 1.
Mașinile de Formula 1 trebuie să aibă patru roți din același material metalic, care trebuie să fie unul dintre cele două aliaje de magneziu specificate de FIA. Roțile din aliaj de magneziu realizate prin forjare sunt folosite pentru a obține o reducere maximă a greutății în rotație. Din 2022, diametrul roții a crescut de la 13 la 18 țoli (reducând „profilul anvelopei”), iar aripioarele mici au fost plasate peste anvelopele din față.

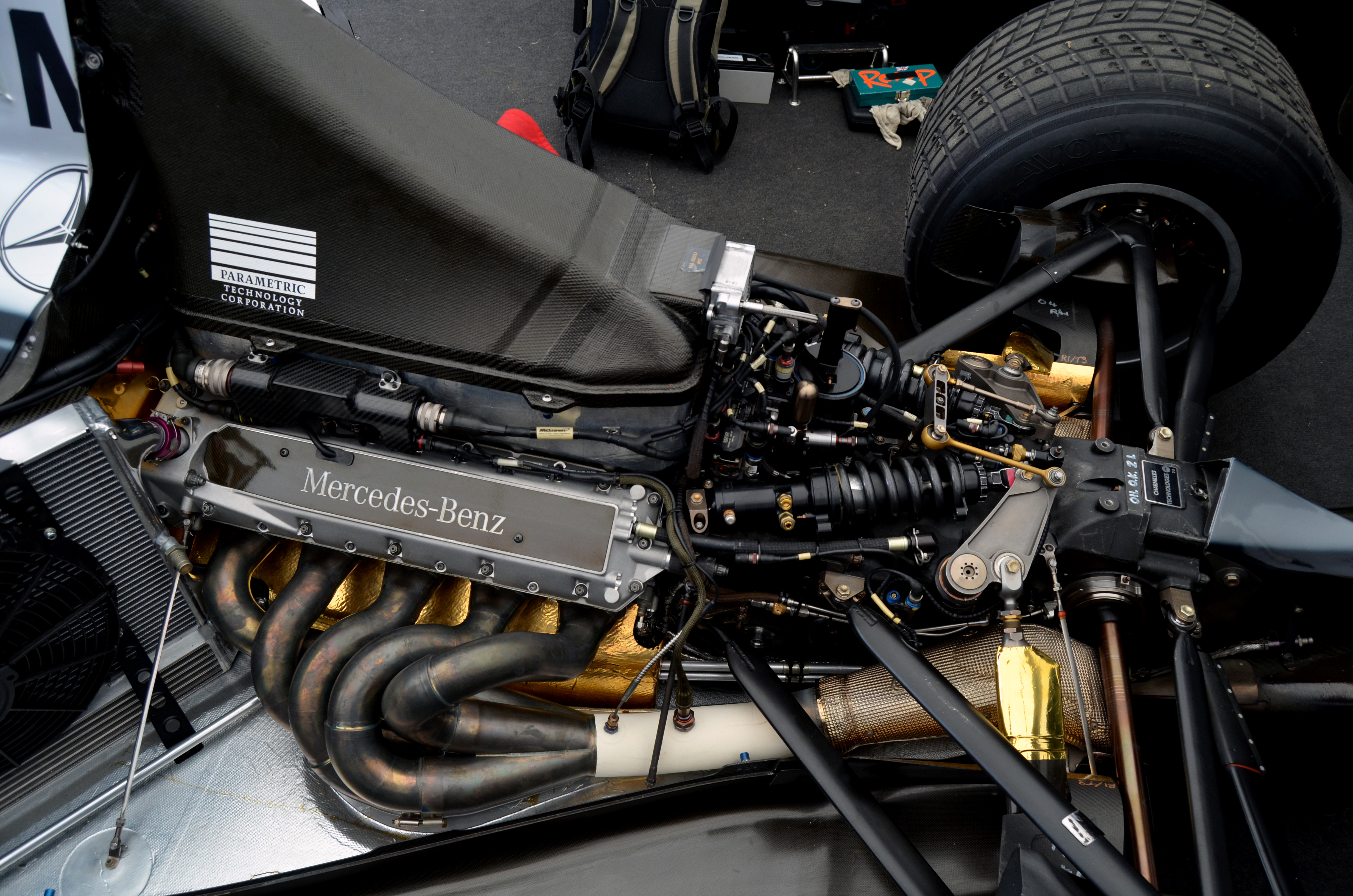
Motorul Mercedes-Benz FO110G V8 de pe mașina McLaren MP4/13 utilizată în sezonul.

Începând cu sezonul 2014, motoarele s-au schimbat de la un V8 de 2,4 litri cu aspirație naturală la „unități de putere” V6 turbo de 1,6 litri. Acestea obțin o cantitate semnificativă din puterea lor de la motoarele electrice. În plus, acestea includ o tehnologie de recuperare a energiei. Motoarele funcționează cu combustibil fără plumb, care seamănă foarte mult cu benzina disponibilă publicului. Uleiul care lubrifiază și protejează motorul de supraîncălzire este foarte asemănător ca viscozitate cu apa. Generația de motoare din 2006 putea ajunge până la 20.000 rpm și a produs peste 580 kW (780 CP). Pentru 2007, motoarele au fost limitate la 19.000 rpm cu zone limitate de dezvoltare permise, în urma înghețului specificațiilor motorului de la sfârșitul anului 2006. Pentru sezonul de Formula 1 din 2009, motoarele au fost limitate în continuare la 18.000 rpm.
O mare varietate de tehnologii, inclusiv suspensia activă, sunt interzise în temeiul reglementărilor actuale. În ciuda acestui fapt, generația actuală de mașini poate atinge viteze de peste 350 km/h pe unele circuite. Cea mai mare viteză în linie dreaptă înregistrată în timpul unui Mare Premiu a fost de 372,6 km/h, stabilită de Juan Pablo Montoya în timpul Marelui Premiu al Italiei din 2005. O mașină de Formula 1 BAR-Honda a atins o viteză maximă de 415 km/h în 2006 pe o pistă din deșertul Mojave. Potrivit Honda, mașina a respectat pe deplin regulamentele FIA de Formula 1.
Chiar și cu limitările privind aerodinamica, la 160 km/h forța aerodinamică generată este egală cu greutatea mașinii, iar afirmația, adesea repetată, conform căreia mașinile de Formula 1 creează suficientă forță aerodinamică pentru a „conduce întoarsă pe un tavan”, în timp ce posibilă în principiu, nu a fost niciodată pusă la încercare. Forța aerodinamică de 2,5 ori greutatea mașinii poate fi atinsă la viteză maximă. Forța aerodinamică înseamnă că mașinile pot atinge o forță laterală cu o magnitudine de până la 3,5 ori mai mare decât forța gravitațională (3,5 g) în viraje. În consecință, capul pilotului este împins lateral cu o forță echivalentă cu greutatea de 20 kg în viraje. Forțele laterale atât de mari sunt suficiente pentru a îngreuna respirația, iar piloții au nevoie de capacitate mentală și antrenament intens pentru a-și menține concentrarea timp de una sau două ore necesare pentru a finaliza cursa. O mașină rutieră de înaltă performanță precum Ferrari Enzo atinge aproximativ doar 1 g.
Începând cu 2019, fiecare echipă nu poate să aibă mai mult de două mașini disponibile pentru utilizare în orice moment. Fiecare pilot poate folosi cel mult patru motoare în timpul unui sezon de campionat, cu excepția cazului în care conduce pentru mai mult de o echipă. Dacă sunt folosite mai multe motoare, atunci pilotului îi este aplicată o penalizare de zece locuri pe grila de start a evenimentului la care se folosește un motor suplimentar. Singura excepție este cazul în care motorul este furnizat de un producător sau furnizor care participă la primul său sezon de campionat, caz în care un pilot poate folosi până la cinci motoare. Fiecare pilot nu poate folosi mai mult de o cutie de viteze pentru șase evenimente consecutive; fiecare schimbare neprogramată a cutiei de viteze impune pilotului o penalizare de cinci locuri pe grilă, cu excepția cazului în care nu a reușit să termine cursa anterioară din motive independente de controlul echipei.

## Finanțe

Divizarea bugetului estimat al unei echipe de Formula 1 pe baza sezonului.

În martie 2007, F1 Racing și-a publicat estimările anuale ale cheltuielilor echipelor de Formula 1. Cheltuielile totale ale tuturor unsprezece echipe în 2006 au fost estimate la 2,9 miliarde USD. Acestea a fost împărțite după cum urmează: Toyota 418,5 milioane dolari, Ferrari 406,5 milioane dolari, McLaren 402 milioane dolari, Honda 380,5 milioane dolari, BMW Sauber 355 milioane dolari, Renault 324 milioane dolari, Red Bull 252 milioane dolari, Williams 195,5 milioane dolari, Midland F1/Spyker-MF1 120 milioane dolari, Toro Rosso 75 milioane dolari, iar Super Aguri 57 milioane dolari.
Costurile variază foarte mult de la o echipă la alta. S-a estimat că Honda, Toyota, McLaren-Mercedes și Ferrari au cheltuit aproximativ 200 de milioane de dolari pentru motoare în 2006, Renault a cheltuit aproximativ 125 de milioane de dolari, iar V8-ul Cosworth din 2006 a fost dezvoltat pentru 15 milioane de dolari. Spre deosebire de sezonul 2006 pe care se bazează aceste cifre, reglementările sportive din 2007 au interzis orice dezvoltare a motoarelor legată de performanță.
Echipele de Formula 1 plătesc taxe de înscriere de 500.000 USD, plus 5.000 USD pe punct acumulat anul precedent sau 6.000 USD pe punct pentru câștigătorul Campionatului Constructorilor. Piloții de Formula 1 plătesc o taxă de Super Licență FIA, care în 2013 era de 10.000 EUR plus 1.000 EUR per punct.
Au existat controverse cu privire la modul în care profiturile sunt împărțite între echipe. Echipele mai mici s-au plâns că profiturile sunt împărțite inegal, favorizând echipele de top consacrate. În septembrie 2015, Force India și Sauber au depus oficial o plângere la Uniunea Europeană împotriva Formulei 1, punând la îndoială guvernanța și afirmând că sistemul de împărțire a veniturilor și de stabilire a regulilor este inechitabil și ilegal.
Costul construirii unui circuit permanent nou poate fi de până la sute de milioane de dolari, în timp ce costul transformării unui drum public, cum ar fi Albert Park, într-un circuit temporar, este mult mai mic. Circuitele permanente, însă, pot genera venituri pe tot parcursul anului din închirierea pistei pentru curse private și alte curse, cum ar fi MotoGP. Circuitul Internațional Shanghai a costat peste 300 de milioane de dolari, iar construirea circuitului Istanbul Park a costat 150 de milioane de dolari.
Câțiva piloți de Formula 1 câștigă cel mai mare salariu dintre piloții din cursele auto. Cel mai bine plătit pilot din 2021 a fost Lewis Hamilton, care a primit un salariu de 55 de milioane de dolari de la Mercedes AMG Petronas F1 – un record pentru orice pilot. Piloții de top de Formula 1 sunt plătiți mai bine decât piloții din IndyCar sau NASCAR; cu toate acestea, câștigurile scad imediat după primii trei piloți de F1, iar majoritatea concurenților NASCAR câștigă mai mulți bani decât omologii lor din F1. Majoritatea piloților de top din IndyCar sunt plătiți cu aproximativ o zecime din omologii lor din Formula 1.
În al doilea trimestru al anului 2020, Formula 1 a raportat o pierdere de 122 de milioane de dolari. Acesta a fost rezultatul întârzierii începerii campionatului de curse ca urmare a pandemiei de COVID-19. Compania a înregistrat venituri de 620 de milioane de dolari pentru același trimestru al anului precedent.
Ca parte a noilor seturi de reguli concepute pentru sezonul 2021, a fost introdusă și o limită de buget pentru a reduce costurile și a scădea diferența dintre echipe. A fost planificată inițial o limită maximă de 175 de milioane de dolari pentru 2021, dar a fost redusă ulterior la 145 de milioane de dolari, ca răspuns la tulburările economice pe scară largă asociate cu pandemia de COVID-19. Aceasta a scăzut la 140 de milioane de dolari pentru 2022 și apoi la 135 de milioane de dolari pentru 2023. Limita va fi ajustată pentru inflație în anii următori. Orice cursă adăugată în afara calendarului de 21 de curse va crește plafonul anual cu 1,1 milioane de dolari. Dacă vreo echipă nu se încadrează în această limită, ea va suferi penalizări pe care FIA le va considera adecvate. Red Bull Racing a depășit cu aproximativ 2,3 milioane de dolari limita impusă pentru sezonul 2021. I-a fost aplicată o amendă de 7 milioane de dolari și o reducere de 10% a testelor sale aerodinamice timp de 12 luni începând cu octombrie 2022.

## Statistici

### Piloți

#### Titluri la piloți
| Pilot              | Titluri       | Sezoane                                  |
| ------------------ | ------------- | ---------------------------------------- |
| Michael Schumacher | 7             | 1994, 1995, 2000, 2001, 2002, 2003, 2004 |
| Lewis Hamilton     | 7             | 2008, 2014, 2015, 2017, 2018, 2019, 2020 |
| Juan Manuel Fangio | 5             | 1951, 1954, 1955, 1956, 1957             |
| Alain Prost        | 4             | 1985, 1986, 1989, 1993                   |
| Sebastian Vettel   | 4             | 2010, 2011, 2012, 2013                   |
| Max Verstappen     | 4             | 2021, 2022, 2023, 2024                   |
| Jack Brabham       | 3             | 1959, 1960, 1966                         |
| Jackie Stewart     | 3             | 1969, 1971, 1973                         |
| Niki Lauda         | 3             | 1975, 1977, 1984                         |
| Nelson Piquet      | 3             | 1981, 1983, 1987                         |
| Ayrton Senna       | 3             | 1988, 1990, 1991                         |
| Alberto Ascari     | 2             | 1952, 1953                               |
| Graham Hill        | 2             | 1962, 1968                               |
| Jim Clark          | 2             | 1963, 1965                               |
| Emerson Fittipaldi | 2             | 1972, 1974                               |
| Mika Häkkinen      | 2             | 1998, 1999                               |
| Fernando Alonso    | 2             | 2005, 2006                               |
| Giuseppe Farina    | 1             | 1950                                     |
| Mike Hawthorn      | 1             | 1958                                     |
| Phil Hill          | 1             | 1961                                     |
| John Surtees       | 1             | 1964                                     |
| Denny Hulme        | 1             | 1967                                     |
| Jochen Rindt       | 1             | 1970                                     |
| James Hunt         | 1             | 1976                                     |
| Mario Andretti     | 1             | 1978                                     |
| Jody Scheckter     | 1             | 1979                                     |
| Alan Jones         | 1             | 1980                                     |
| Keke Rosberg       | 1             | 1982                                     |
| Nigel Mansell      | 1             | 1992                                     |
| Damon Hill         | 1             | 1996                                     |
| Jacques Villeneuve | 1             | 1997                                     |
| Kimi Räikkönen     | 1             | 2007                                     |
| Jenson Button      | 1             | 2009                                     |
| Nico Rosberg       | 1             | 2016                                     |
| 34 de piloți       | 75 de titluri | 75 de titluri                            |

#### Victorii la piloți
|               | Pilotul a concurat în sezonul de Formula 1 din 2024                                                                      |
| double-dagger | Pilotul a câștigat cel puțin o dată Campionatul Mondial al Piloților, dar nu a concurat în sezonul de Formula 1 din 2024 |

| Poz. | Pilot                    | Victorii | Victorii | Sezoane active                | Prima victorie             | Ultima victorie                   |
| Poz. | Pilot                    | Nr.      | %        | Sezoane active                | Prima victorie             | Ultima victorie                   |
| ---- | ------------------------ | -------- | -------- | ----------------------------- | -------------------------- | --------------------------------- |
| 1    | Lewis Hamilton (UK)      | 105      | 29,33    | 2007–prezent                  | MP al Canadei din 2007     | MP al Belgiei din 2024            |
| 2    | Michael Schumacher (DEU) | 91       | 29,54    | 1991–2006, 2010–2012          | MP al Belgiei din 1992     | MP al Chinei din 2006             |
| 3    | Max Verstappen (NLD)     | 63       | 29,86    | 2015–prezent                  | MP al Spaniei din 2016     | MP al Qatarului din 2024          |
| 4    | Sebastian Vettel (DEU)   | 53       | 17,67    | 2007–2022                     | MP al Italiei din 2008     | MP al statului Singapore din 2019 |
| 5    | Alain Prost (FRA)        | 51       | 25,25    | 1980–1991, 1993               | MP al Franței din 1981     | MP al Germaniei din 1993          |
| 6    | Ayrton Senna (BRA)       | 41       | 25,31    | 1984–1994                     | MP al Portugaliei din 1985 | MP al Australiei din 1993         |
| 7    | Fernando Alonso (ESP)    | 32       | 7,88     | 2001, 2003–2018, 2021–prezent | MP al Ungariei din 2003    | MP al Spaniei din 2013            |
| 8    | Nigel Mansell (UK)       | 31       | 16,14    | 1980–1992, 1994–1995          | MP al Europei din 1985     | MP al Australiei din 1994         |
| 9    | Jackie Stewart (UK)      | 27       | 27,00    | 1965–1973                     | MP al Italiei din 1965     | MP al Germaniei din 1973          |
| 10   | Jim Clark (UK)           | 25       | 34,25    | 1960–1968                     | MP al Belgiei din 1962     | MP al Africii de Sud din 1968     |
| =    | Niki Lauda (AUT)         | 25       | 14,12    | 1971–1979, 1982–1985          | MP al Spaniei din 1974     | MP al Țărilor de Jos din 1985     |

### Constructori

#### Titluri la constructori
| Constructor     | Total         | Sezoane                                                                                        |
| --------------- | ------------- | ---------------------------------------------------------------------------------------------- |
| Ferrari         | 16            | 1961, 1964, 1975, 1976, 1977, 1979, 1982, 1983, 1999, 2000, 2001, 2002, 2003, 2004, 2007, 2008 |
| Williams        | 9             | 1980, 1981, 1986, 1987, 1992, 1993, 1994, 1996, 1997                                           |
| McLaren         | 9             | 1974, 1984, 1985, 1988, 1989, 1990, 1991, 1998, 2024                                           |
| Mercedes        | 8             | 2014, 2015, 2016, 2017, 2018, 2019, 2020, 2021                                                 |
| Lotus           | 7             | 1963, 1965, 1968, 1970, 1972, 1973, 1978                                                       |
| Red Bull Racing | 6             | 2010, 2011, 2012, 2013, 2022, 2023                                                             |
| Cooper          | 2             | 1959, 1960                                                                                     |
| Brabham         | 2             | 1966, 1967                                                                                     |
| Renault         | 2             | 2005, 2006                                                                                     |
| Vanwall         | 1             | 1958                                                                                           |
| BRM             | 1             | 1962                                                                                           |
| Matra           | 1             | 1969                                                                                           |
| Tyrrell         | 1             | 1971                                                                                           |
| Benetton        | 1             | 1995                                                                                           |
| Brawn           | 1             | 2009                                                                                           |
| 15 constructori | 67 de titluri | 67 de titluri                                                                                  |

#### Victorii la constructori
|               | Constructorul a concurat în sezonul de Formula 1 din 2024                                                                            |
| double-dagger | Constructorul a câștigat cel puțin o dată Campionatul Mondial al Constructorilor, dar nu a concurat în sezonul de Formula 1 din 2024 |

| Poz. | Constructor     | Licențiat în        | Victorii | Victorii | Sezoane active                  | Prima victorie                      | Ultima victorie                    |
| Poz. | Constructor     | Licențiat în        | Nr.      | %        | Sezoane active                  | Prima victorie                      | Ultima victorie                    |
| ---- | --------------- | ------------------- | -------- | -------- | ------------------------------- | ----------------------------------- | ---------------------------------- |
| 1    | Ferrari         | Italia              | 248      | 22,5     | 1950–prezent                    | MP al Marii Britanii din 1951       | MP de la Ciudad de México din 2024 |
| 2    | McLaren         | Regatul Unit        | 191      | 19,57    | 1966–prezent                    | MP al Belgiei din 1968              | MP de la Abu Dhabi din 2024        |
| 3    | Mercedes        | Germania            | 129      | 40,44    | 1954–1955, 2010–prezent         | MP al Franței din 1954              | MP al Las Vegasului din 2024       |
| 4    | Red Bull Racing | Austria             | 122      | 30,81    | 2005–prezent                    | MP al Chinei din 2009               | MP al Qatarului din 2024           |
| 5    | Williams        | Regatul Unit        | 114      | 13,75    | 1978–prezent                    | MP al Marii Britanii din 1979       | MP al Spaniei din 2012             |
| 6    | Team Lotus      | Regatul Unit        | 79       | 15,08    | 1958–1994                       | MP al Principatului Monaco din 1960 | MP de la Detroit din 1987          |
| 7    | Brabham         | Regatul Unit        | 35       | 8,68     | 1962–1987, 1989–1992            | MP al Franței din 1964              | MP al Franței din 1985             |
| 7    | Renault         | Franța              | 35       | 8,68     | 1977–1985, 2002–2011, 2016–2020 | MP al Franței din 1979              | MP al Japoniei din 2008            |
| 9    | Tyrrell         | Regatul Unit        | 33       | 7,10     | 1970–1998                       | MP al Spaniei din 1971              | MP de la Detroit din 1983          |
| 10   | Benetton        | Regatul Unit Italia | 27       | 10,38    | 1986–2001                       | MP al Mexicului din 1986            | MP al Germaniei din 1997           |